# Tram van Oslo

Tramnet van Oslo in 1939

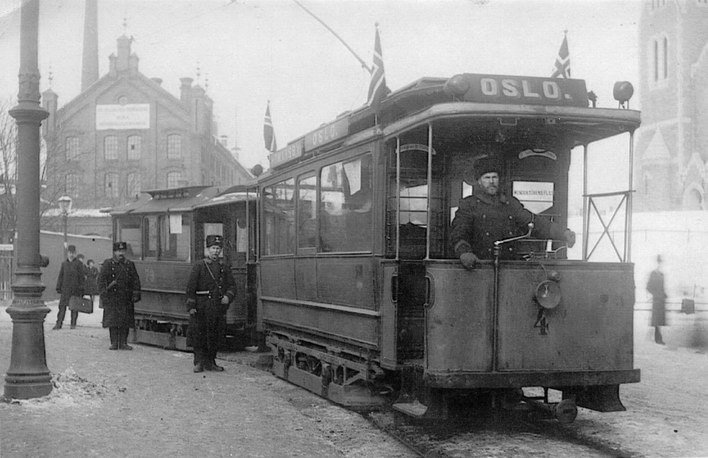
Motorwagen 4 met oude paardentram als bijwagen bij Homansbyen Depot; 1905

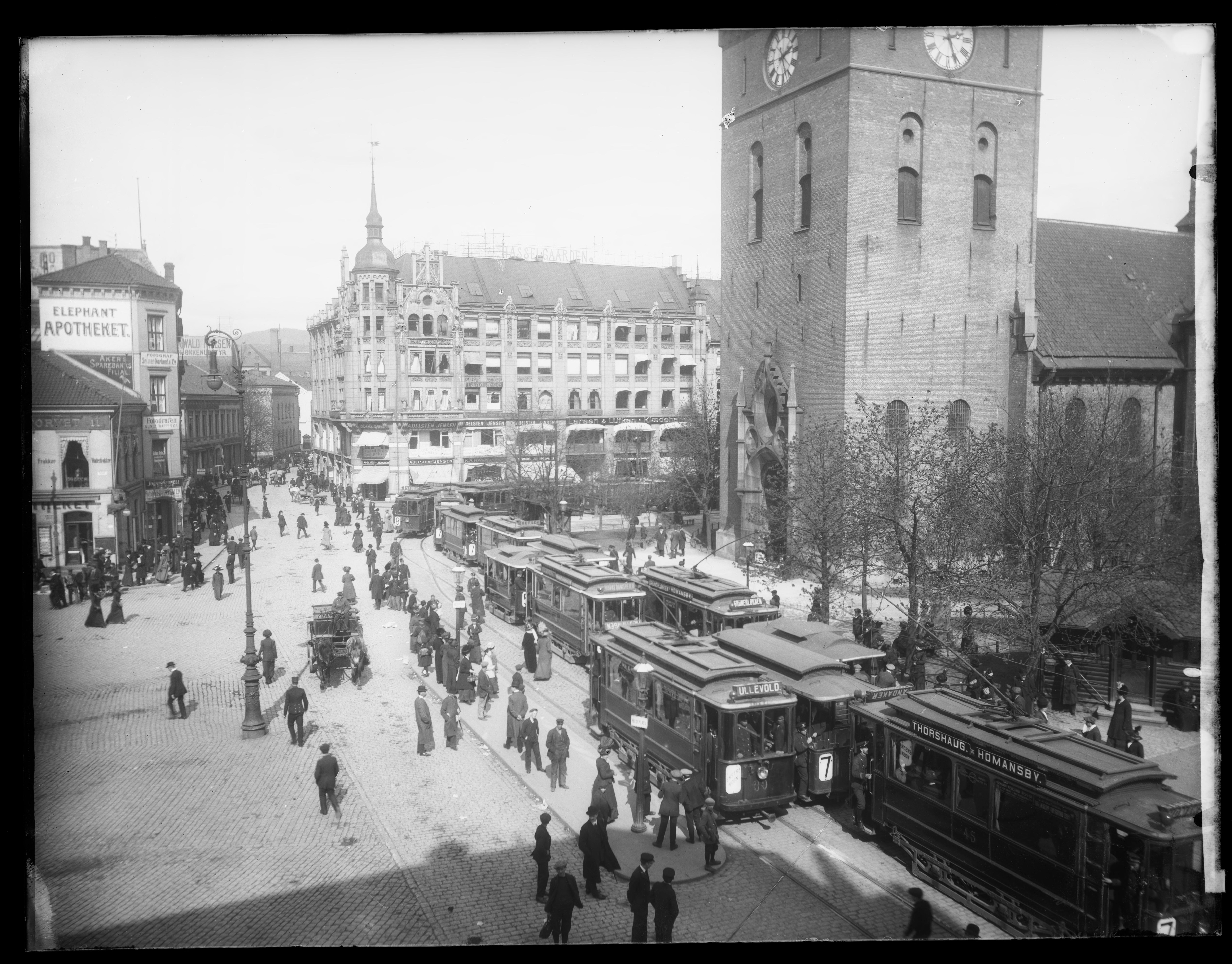
Druk tramverkeer op Stortorvet; circa 1915

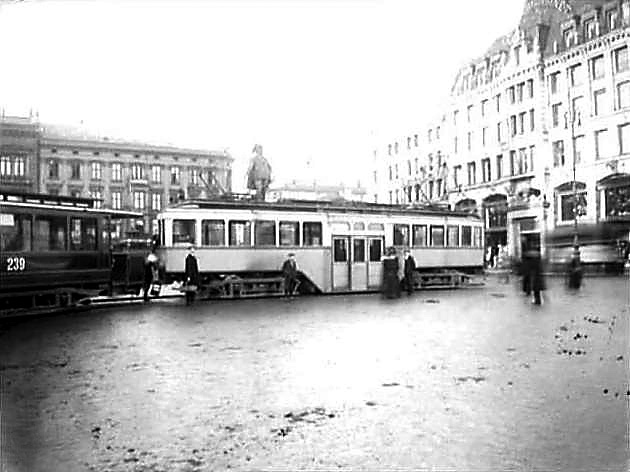
Ekebergtram in 1918

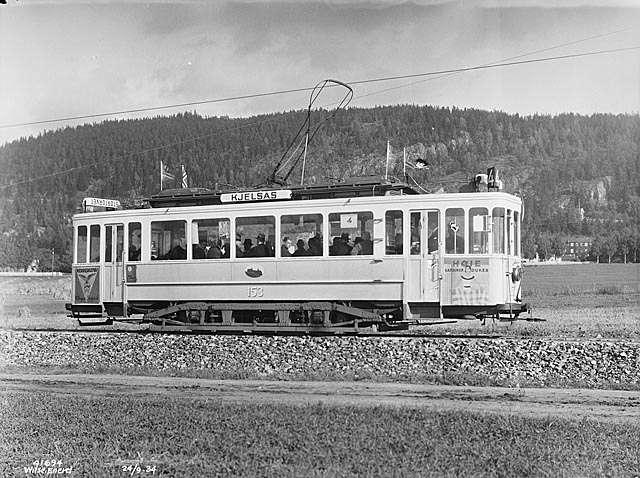
Tram naar Kjelsås in 1934

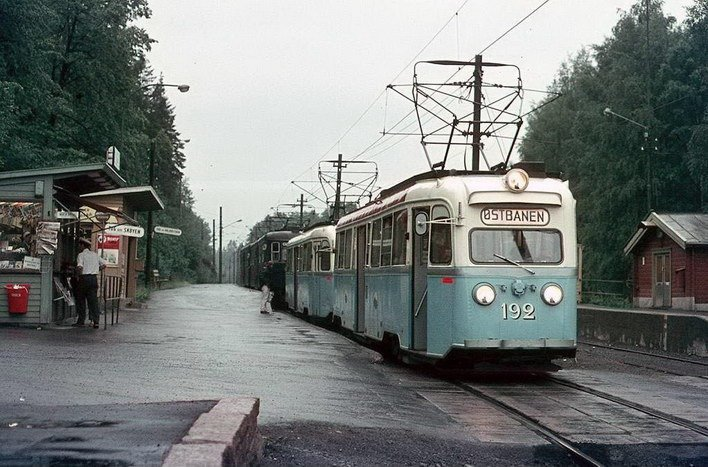
Motorwagen 192 van het type 'Gullfisk' (Goudvis) op lijn 9 van Jar naar Østbanen. Erachter een tram van de Kolsåsbanen.

De Tram van Oslo is het trambedrijf van de Noorse hoofdstad Oslo. Het lijnennet is uitgevoerd in normaalspoor. Er zijn zes lijnen met 99 haltes. Exploitant is Sporveien Trikken AS (voorheen Oslotrikken AS, voorheen Oslo Sporvognsdrift AS), een dochterbedrijf van het gemeentebedrijf 'Kollektivtransportproduksjon AS'. Dagelijks worden er ongeveer 130.000 passagiers vervoerd (stand 2012). In Oslo wordt de tram 'Trikken' genoemd (afgeleid van 'Elektrikken', Nederlands: 'Elektrische').

## Geschiedenis
Op 6 oktober 1875 opende het bedrijf 'Kristiania Sporveisselskab' een paardentramlijn. In de loop der volgende jaren werden vier routes aangelegd, die alle bij Stortorvet (de Markt) begonnen. De eindpunten waren: Homansbyen (in het noordwesten), Munkedamsveien, Oslo (tegenwoordig heet deze buurt Gamle Byen) en de arbeidersbuurt Grünerløkka.
In maart 1894 werd de eerste elektrische tramlijn aangelegd vanaf het Stationsplein via de Tollbugata, Stortingsgata, Drammensveien en vervolgens door het stadsdeel Briskeby naar Majorstuen. Tegenwoordig wordt deze route door lijn 19 bereden. In Majorstuen bevond zich het hoofdkantoor van de 'Kristiania elektriske Sporvei' en het depot. Omdat de trams van dit bedrijf een blauwe kleur hadden, werden zij 'Blåtrikken' ('Blauwe Tram') genoemd.
In 1900 werd de paardentraml geëlektrificeerd. Omdat dit bedrijf groene trams bezat, werd zij 'Grønntrikken' ('Groene Tram') genoemd. In de volgende jaren werd het net sterk uitgebreid. De Blauwe Tram bouwde een lijn naar Skøyen en over Frogner naar Majorstuen. De Groene Tram legde vooral lijnen in het oosten aan. Het maar kort bestaande bedrijf 'Kristiania kommunale Sporveie' werd in 1904 door de Groene Tram overgenomen. In 1924 fuseerden beide bedrijven tot 'AS Oslo Sporveier'.
Tot het midden van de 20e eeuw werden diverse voorstadslijnen gebouwd: de lijnen naar Ekeberg (1917), Lilleaker (1919), Östenjö (1926), Kjelsås (1934) en Lambertseter (1957). De Holmenkollenlijn kon vanwege haar 3,20 meter brede motorwagens niet in het tramnet geïntegreerd worden, werd echter als metro in het Centrum geleid (zie ook: T-Bane).
Gedurende de Duitse bezetting in de Tweede Wereldoorlog was de tram het enige openbare vervoermiddel in de stad. Na de oorlog stond het er voor de tram, ondanks hoge aantallen passagiers, tamelijk slecht voor. Zoals ook in vele andere landen zag men de tram als een obstakel voor het individuele verkeer. Daarom besloot de stad het trambedrijf op te heffen en door bussen en metrolijnen te vervangen. Zodra de Høka-trams het einde van hun levensduur bereikt hadden, zou de tram compleet opgeheven worden.
Het net werd in de volgende jaren ingekrompen, om de overgebleven trajecten met het resterende aanwezige trammaterieel efficiënt te kunnen bedienen. De voorstadslijnen werden tot metrolijnen verbouwd, routes in het stadscentrum werden door bussen vervangen. In 1977 werd het opheffingsbesluit teruggedraaid en nieuw trammaterieel besteld. Enkele routes bleven echter tot in de jaren negentig buiten gebruik. Toen in 2002 het geld bij het vervoerbedrijf krap werd, besloot men grote delen van het tramnet op te heffen. Doch de opheffing ging niet door, omdat zo'n besluit een Algemene Vergadering vereiste. Desondanks lag de lijn naar Kjelsås stil tussen 2002 en 2004.
In de jaren negentig werden echter toch twee nieuwe trajecten geopend: het ene via de haven bij 'Aker Brygge' naar 'Solli', de andere naar het nieuwe ziekenhuis 'Rikshospitalet'. Omdat het onderhoud verwaarloosd werd, moesten vanaf het begin van de jaren 2000 op vele plaatsen de rails vernieuwd worden. Deze werkzaamheden duren nog voort.

## Lijnennet

### Binnenstad
De eerste binnenstadsroute start bij het Centraal Station en voert aansluitend via de Prinsengate richting Wesselplass. Van deze route buigt een lijn af naar Stortorvet, die gebruikt wordt als de route via het Stationsplein afgesloten is. Na de Wesselplass volgt de lijn de Stortingsgata tot aan Nationaltheatret. Daar kunnen de passagiers overstappen op de metrolijn of de trein. Aansluitend voert de trambaan langs de zuidkant van het koninklijke Slot en het omliggende park. Bij Solli splitst de route in verschillende richtingen. Deze route wordt door de lijnen 13 en 19 en gedeeltelijk ook door lijn 12 bereden.
De tweede binnenstadsroute begint bij de Markt (Stortorvet) en voert aansluitend langs het Tinghuset. Noordelijk van het Slot splitst ook deze route. Deze wordt door de lijnen 11, 17 en 18 bereden. Het Stationsplein kan door de Storgata vermeden worden.
De routes door de Vordere Storgata en tussen Stortorvet en Prinsengate worden niet bereden. De laatste werd aangelegd vanwege de jarenlange verbouwing (2007-2009) van het Stationsplein. Gedurende de verbouwing werden ook rails voor de toekomstige lijn naar Bjørvika aangelegd.

### Aker Brygge / Vika
De oorspronkelijke Vika-route voerde naar het oude Weststation. Deze werd in 1961 opgeheven, een jaar nadat het besluit tot opheffing van het tramnet genomen werd.
In de jaren tachtig werd het gebied bij de huidige Aker Brygge tot woningen en kantoren verbouwd. Om deze beter te ontsluiten, werd besloten een nieuwe tramlijn te bouwen, de eerste sinds 1939. Tegelijkertijd werd ook de autosnelweg door de Festningtunnel verlegd en het Raadhuisplein werd autovrij. De bouw startte in 1994 en de lijn werd in augustus 1995 geopend. De kosten bedroegen 53 miljoen Noorse kroon (ca. 6,6 miljoen euro). Vanaf het begin waren de reizigersaantallen hoger dan verwacht.
Van de Binnenstadsroute takt de route kort voor de Wesselplass in de Akersgata af. De boogstraal op deze plaats is zo gering dat de route enkelsporig door de boog gevoerd moet worden. Na de Akersgata rijdt de tram naar beneden naar het Raadhuisplein. De lijn kruist hier een drukke voetgangersroute. Aansluitend voert de lijn langs het Nobel Vredescentrum en door het Aker Brygge Quartier. De route bereikt dan kort voor de Solli weer de Binnenstadsroute. De Aker Brygge-route wordt door lijn 12 bereden.

### Briskeby
Deze route begint kort voor de Solli en takt af in de Inkognitogata. Zij voert dan richting noorden door het stadsdeel Briskeby. In de Bogstadveien sluit zij aan op de Homansbyen-route. Op deze route bevindt zich de krapste boog van het hele net. Deze heeft een radius van slechts 16 meter. Om deze reden kan de route alleen met de oudere gelede trams van het type SL-79 bereden worden. Deze route wordt door lijn 19 bereden.

### Frogner
Op de rotonde bij Solli buigt de route af in de Frognerveien en volgt deze tot aan de Frognerplass. Een bijzonderheid van de Rotonde is, dat zich in het midden een fontein bevindt, waar de tram doorheen rijdt. Als een tram de fontein nadert dan wordt de waterstraal onderbroken.
Bij de Frognerplass buigt de route af in de Kirkeveien. Het spoor bevindt zich hier op een in gras gelegen strook tussen de twee rijbanen. Hier komt es zu een Gleiswechsel. Bei Majorstuen komt de route samen met de Homansbyen-route. Er is hier geen keerlus in deze richting zodat de trams hier van lijnnummer wisselen. Deze route wordt door lijn 12 bereden.

### Homansbyen
Noordelijk van het Slot bevinden zich de sporen voor de beide richtingen in verschillende straten. Hier takt ook de Ullevål-route af. Vervolgens voert de lijn in de Hedgehaugveien en Bogstadveien richting Majorstuen. De Briskeby-route komt hier op uit. Bij Majorstuen bevindt zich een keerlus, zodat een tram in dezelfde richting terugrijden kan. Omdat de afstand tussen de sporen op verschillende plaatsen geringer is dan op de rest van het net, is er op enkele locaties een kruisingsverbod voor de SL-95-trams. In de praktijk speelt dit geen rol, omdat dit type in de normale lijndienst daar niet gebruikt wordt. Deze route wordt door lijn 11 bereden.

### Skøyen- en Lilleakerbanen

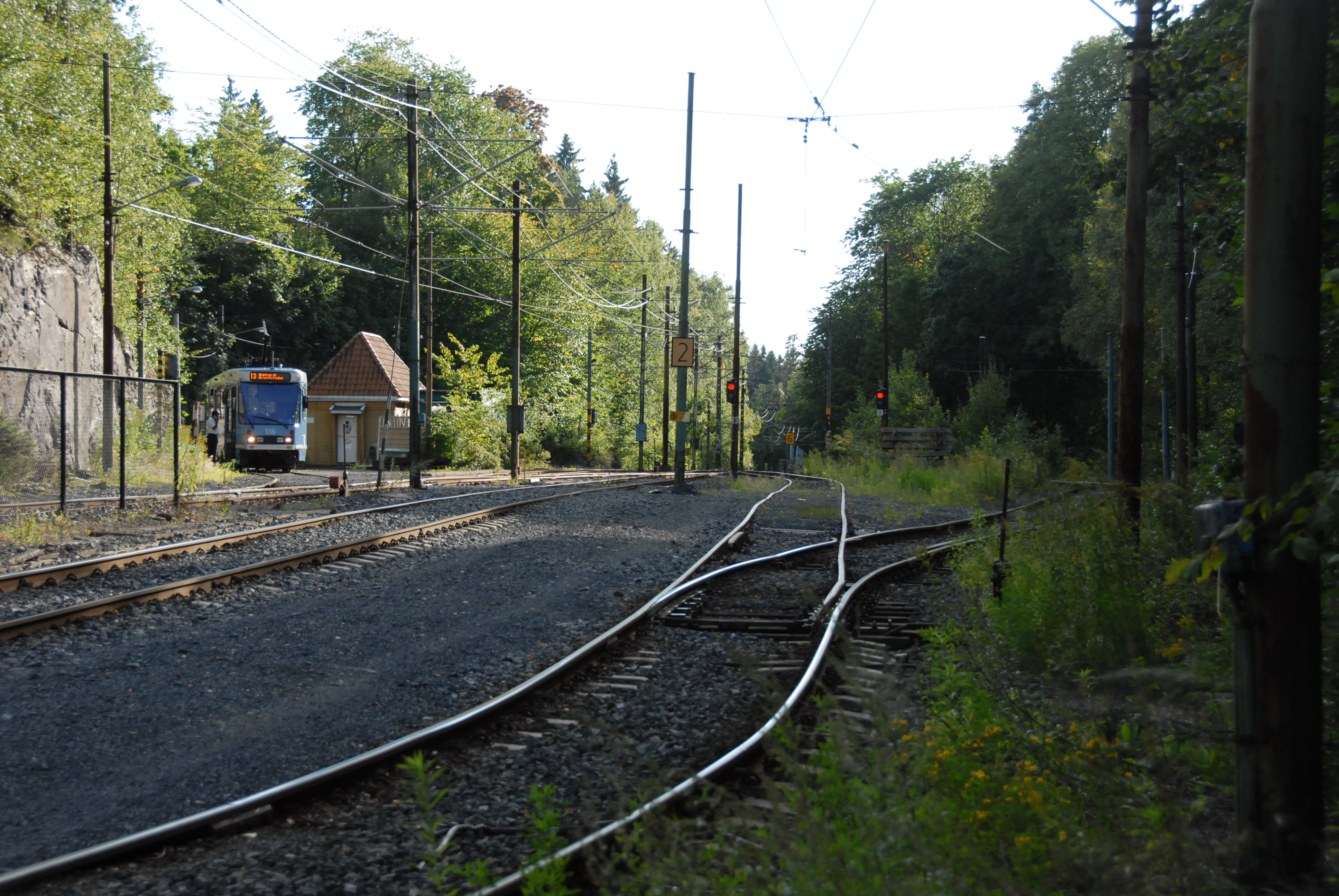
Keerlus bij Jar, sinds 2009 niet meer in gebruik

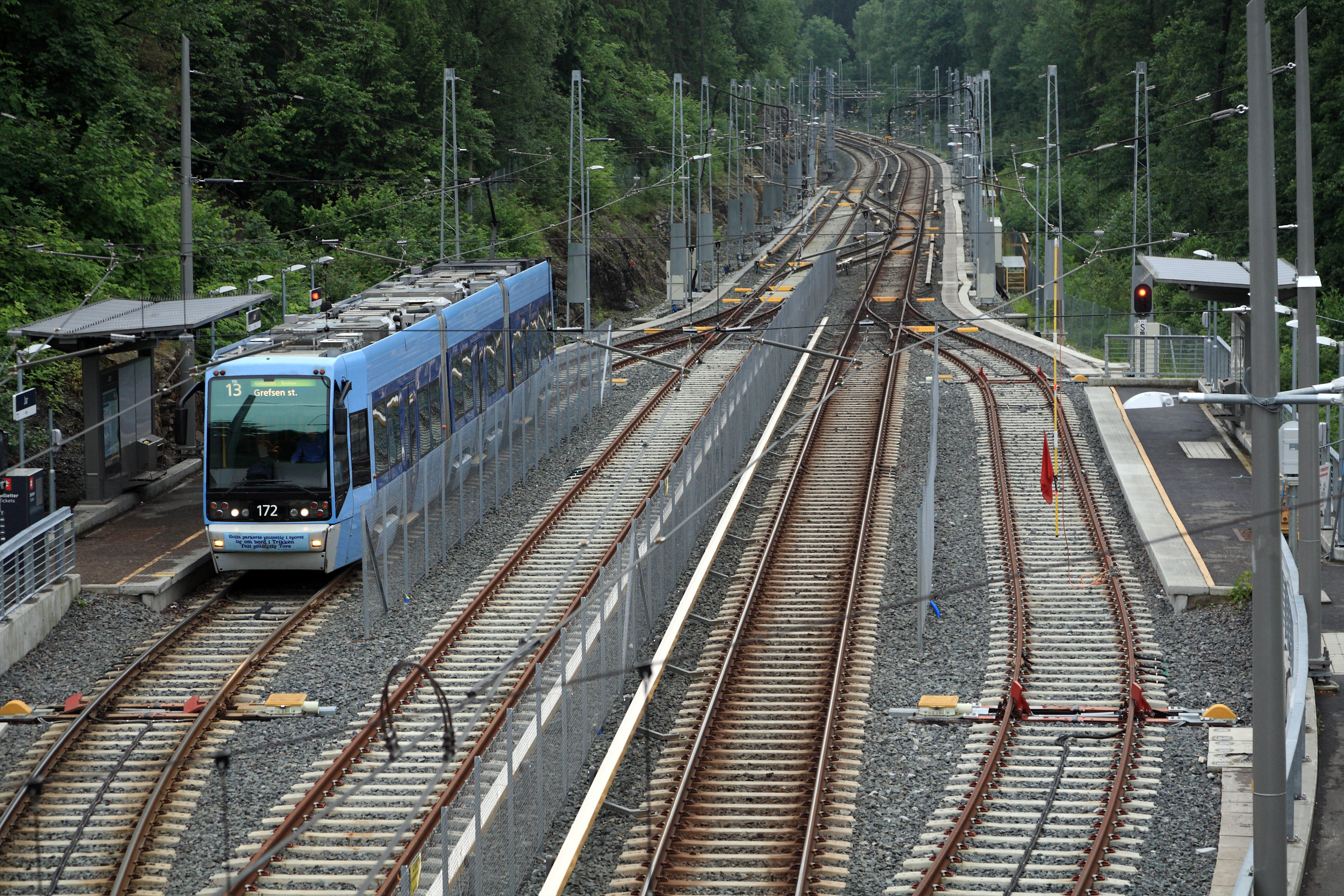
Station Jar, met tramperrons

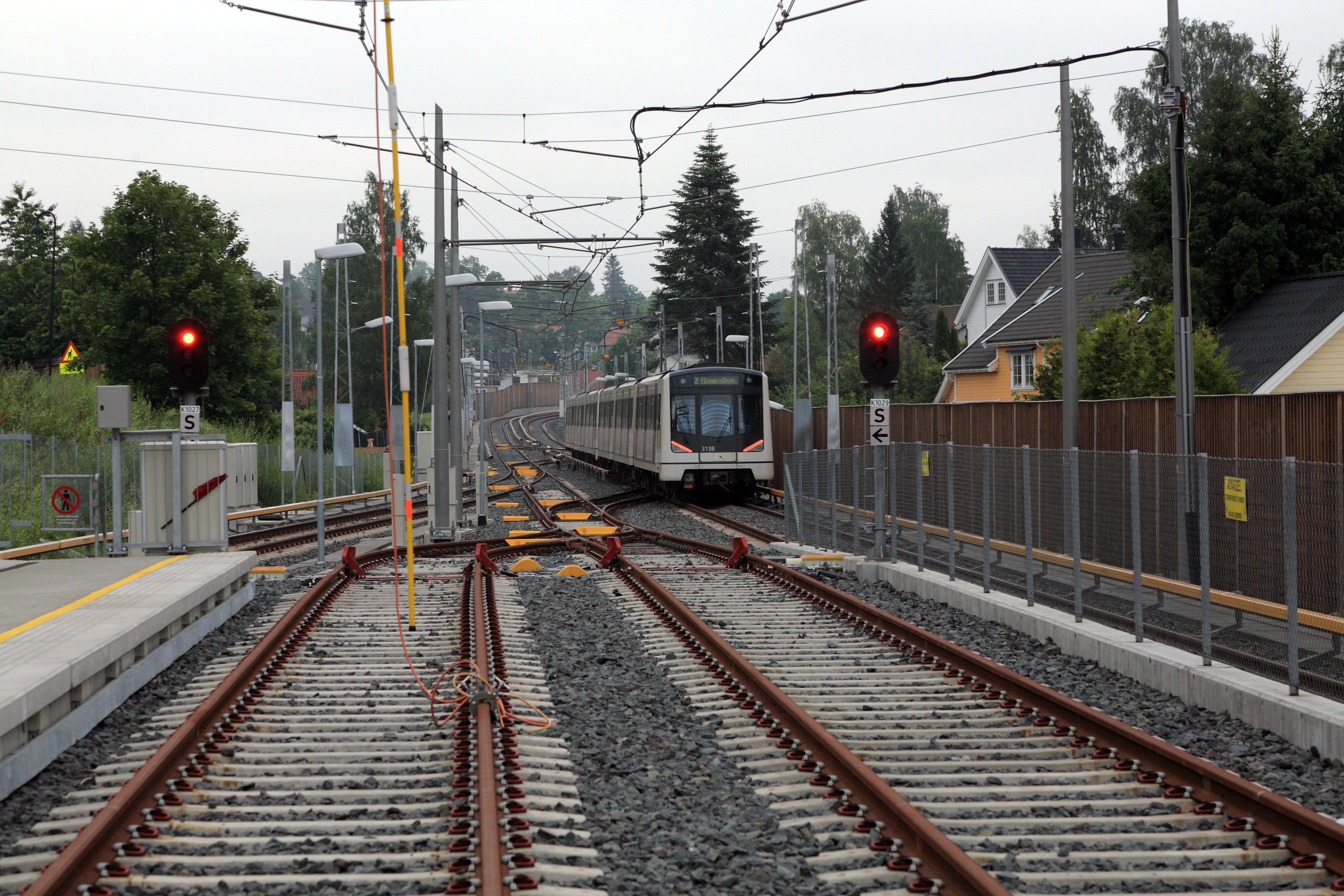
Station Bekkestua, tramrails

Bij Solli loopt de lijn verder in westelijke richting door de Drammensveien. Bij Thune verlaat de trambaan de weg en heeft een vrije baan. Hier begint de Lilleakerlijn. Het traject lijkt meer op een locaalspoor- dan op een tramlijn, zij is wel helemaal dubbelsporig. Kort voor Jar mondt de Kolsåslijn uit op de route. Op het station Jar, kort na de grens tussen Oslo en de buurgemeente Bærum, was er tot 2009 een keerlus voor de trams. Tussen 2007 en 2009 werd de route tussen Jar en Thune volledig vernieuwd, zodat de maximumsnelheid op dit traject met 20 procent verhoogd kon worden. De rijtijd werd daardoor met acht minuten verkort. Vanaf februari 2009 werd de route van Jar naar Bekkestua verbouwd op T-Bane-standaard. Daarmee was deze lijn ook voor het tramverkeer circa twee jaar gesloten. Om de Lilleakerlijn met alle trams te kunnen berijden, werd een keerlus aangelegd bij Lilleaker.
In december 2010 werd de route tot Jar heropend. Alleen de helft van de trams reed tot Jar, de andere keerden bij Lilleaker, omdat de keerlus bij Jar niet meer terugkeerde. Op het station Jar kwamen er vanwege de verschillende instaphoogten gescheiden perrons voor T-Bane en tram. De nieuwe perrons van de tram liggen aan zijsporen, zodat metro-treinen kunnen inhalen, voorts kunnen trams hier keren. Op de route tot Bekkestua, die met de metro gemeenschappelijk bereden wordt, bestaan sinds de verbouwing stroomrails en bovenleiding naast elkaar, tegenwoordig slechts als enkele bovenleiding uitgevoerd. De trams hebben vanwege de verschillende instaphoogtes geen halte meer in Ringstabekk. Zij eindigen aan aparte perrons in het station Bekkestua.
Om deze route te kunnen berijden, moesten de SL-95-trams met het metro-beveiligingssysteem ATP uitgerust worden. Alle wissels in het traject met gemengd bedrijf kregen beweegbare hartstukken en daarmee niet onderbroken Fahrkanten. Deze route wordt door lijn 13 bereden. De tweeassige museumtrams kunnen de route vanaf Skøyen niet berijden. Voorbij Bekkestua is vanwege de ontbrekende bovenleiding geen verkeer met trams meer mogelijk.

### Ullevål – Gaustad

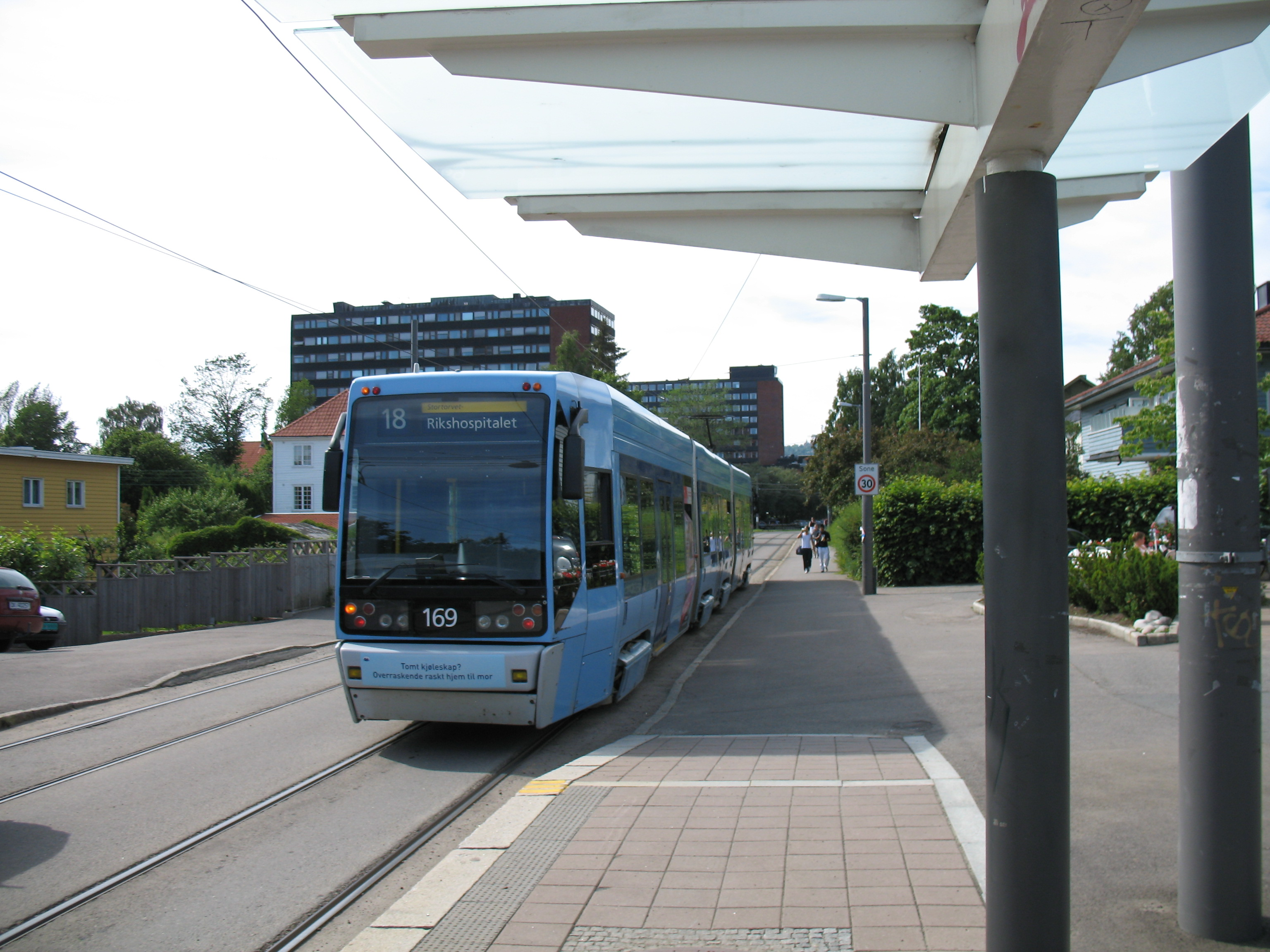
SL-95 bij de John Colletts Plass

De route takt noordelijk van het Slot van de binnenstadsroute af in noordelijke richting. Er volgt een stuk door de Theresegate. De route op de Sognveien beschikt deze over een vrije baan met spoor in gras. Tussen de sporen werden populieren geplant. Dit gedeelte geldt als een van de mooiste van het net. Tot 1999 eindigde de route bij de Jon Colletts Plass, waar zich tegenwoordig nog een keerlus bevindt. Vanaf daar werd de route tot aan het nieuwe Zentralkrankenhaus Rikshospitalet verlengd. Bij het Forskningsparken ('Forschungspark') bevindt zich een overgang op de metro. Bij het Rikshospitalet eindigt de route in twee kopsporen. Toen tijdens de bouw de nieuwe trams nog niet geleverd waren, was er een provisorische keerlus en later een keerdriehoek bij de halte Forskningsparken. De route wordt door de lijnen 17 en 18 bereden.

### Grünerløkka – Torshov

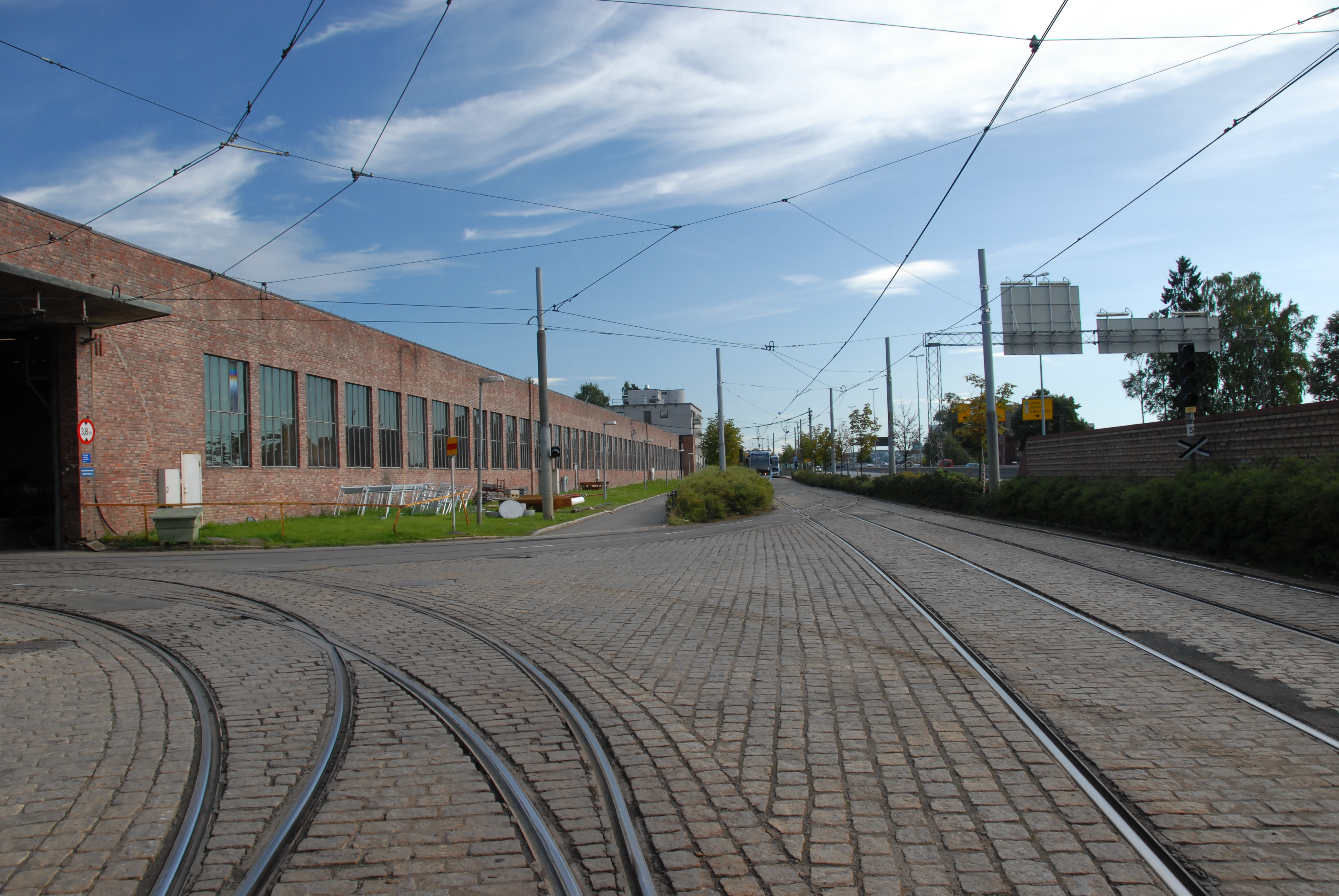
Depot en halte te Grefsen

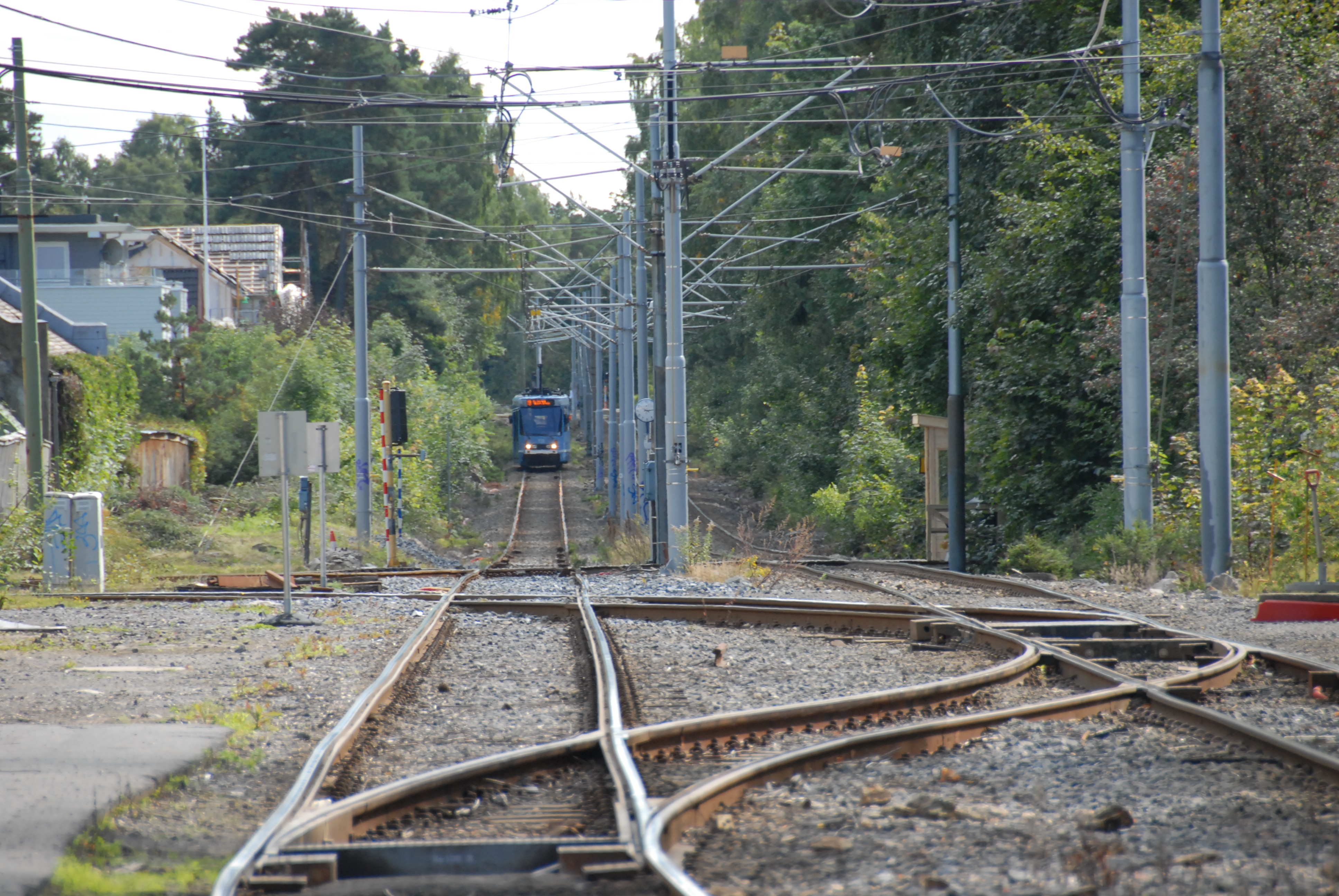
Trambaan bij Holtet

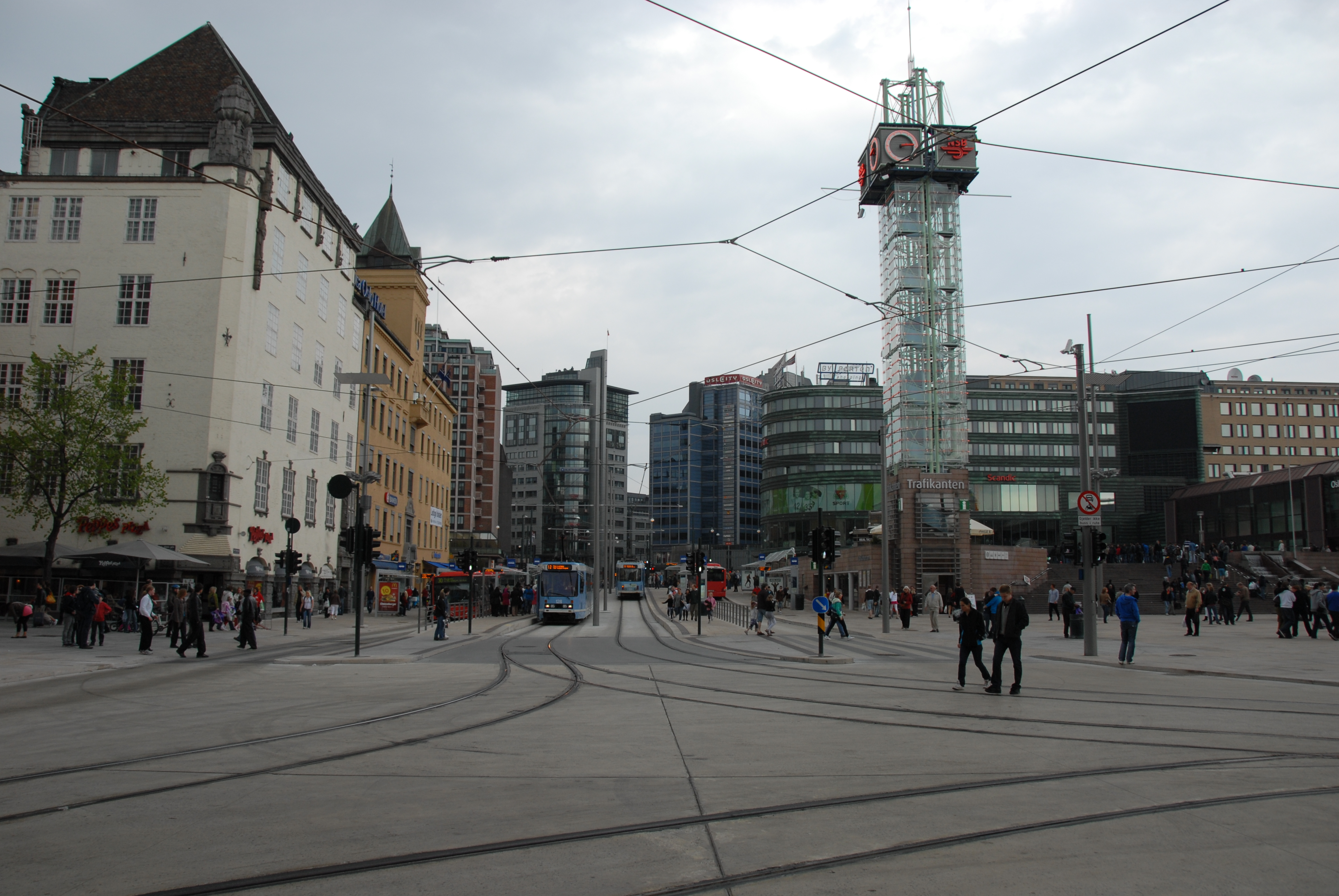
Het nieuwe Stationsplein

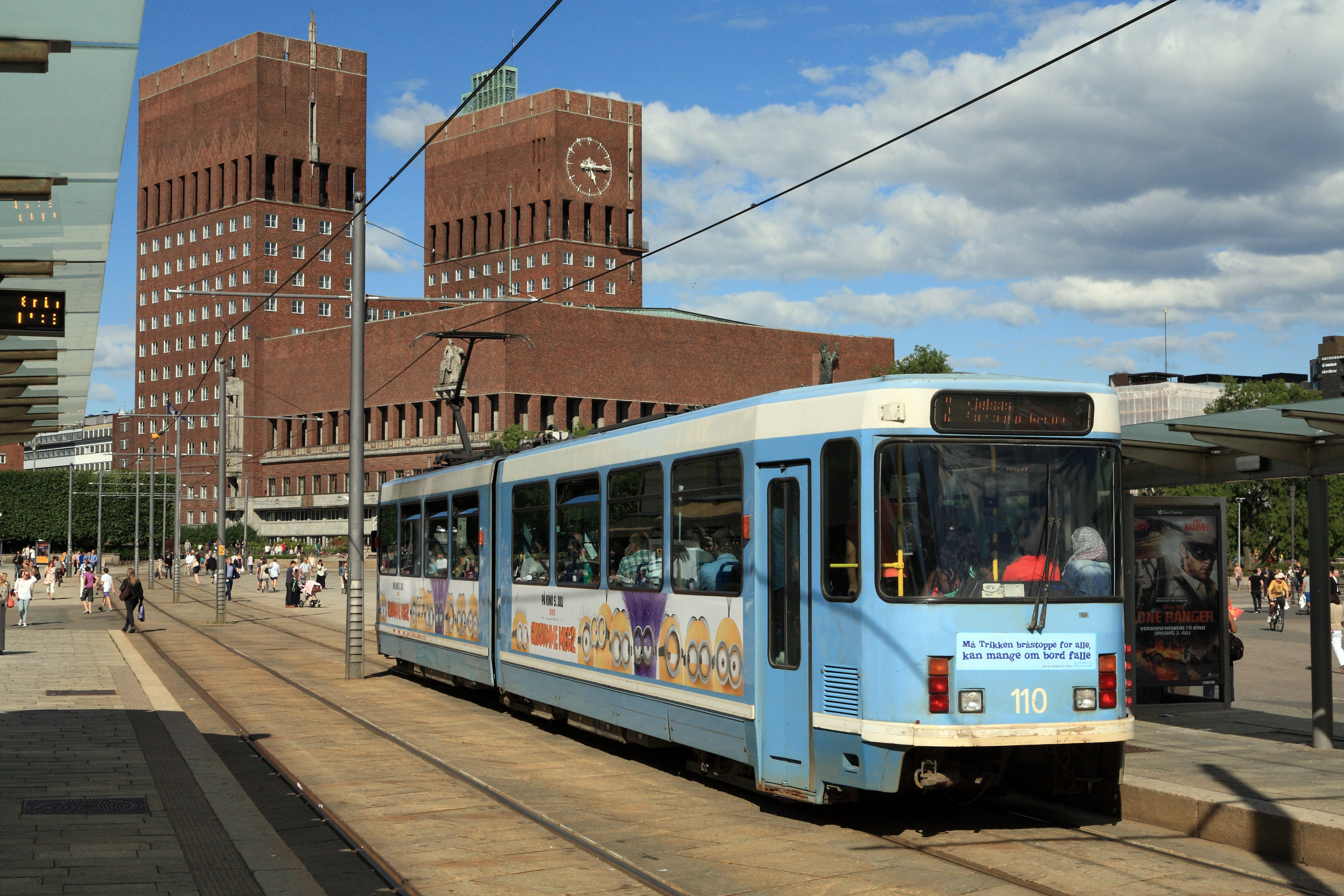
Tram op het Stadhuisplein

De route start in de Storgata, zij voert dan over de Nybrua in de Thorvald Meyers Gate, langs de Olaf Ryes Plass tot aan Birkelunden. Bij dit door berken gedomineerde park verloopt de route S-vormig. Zij gaat verder in noordelijke richting. Bij Torshov kwam vroeger de Sagene-ringlijn uit. Het laatste gedeelte werd midden 1997 gesloten. Het gaat verder richting noorden door Sandaker tot aan Storo, waar de grote Ring-Autosnelweg overgestoken wordt. Hier bestaat de mogelijkheid tot overstappen op de metro. Richting noorden gaat het verder naar Kjelsås. De route buigt nu af richting Grefsen Stasjon. Daar treft zij de route naar Sinsen. Bij het Grefsen Stasjon bevinden zich ook het hoofddepot en de tramwerkplaats. Deze route wordt door de lijnen 11, 12 en 13 bereden.

### Carl Berner Plass – Sinsen
Bij de Nybrua takt de route naar Sinsen af van de Grünerløkka-route. Zij volgt daar de Trondheimsveien. De sporen hebben een eigen baan tussen de beide rijbanen voor auto's. Kort voor de Ring-autosnelweg bij Sinsen buigt de route af in noordelijke richting naar Grefsen Stasjon en Storo. Bij Sinsenkrysset is er een aftakking, die voor een potentiële route naar Tonsenhagen gebouwd werd. Deze kan als keerdriehoek bereden worden, maar wordt in het normale verkeer niet gebruikt. De route wordt door lijn 17 bereden.

### Kjelsås
De route naar Kjelsås werd in 1934 geopend. Toen in 2002 het bedrijf geen geld meer had, werd besloten de route op te heffen. Omdat de route vervolgens ook buiten gebruik bleef, werd een deel van de sporen geasfalteerd. Doch in 2004 werd de route weer geopend. Deze route begint bij Storo. Bij Disen is er een keerlus. De route voert door een brede straat naar Kjelsås. Zij wordt door de lijnen 11 en 12 bereden.

### Ekeberg
Deze route werd als particuliere lijn in 1917 aangelegd. De route begint bij het Centraal Station en voert in oostelijke richting door het stadsdeel Gamle Oslo. In de Schweigaardsgate werd een bijzondere sporenligging gekozen, waardoor bij hogere snelheden de trams begonnen te schommelen. Aansluitend volgt een langere buitenlijn op eigen baan langs de Kongsveien. Daarna verlaat de lijn de weg en voert door woonwijken. Bij Holtet is er een klein depot met een werkplaats, die ook grotere reparaties uitvoert. Op de lange rechte lijngedeelten kan met meer dan 70 km/h gereden worden, dit is hoogste snelheid op het hele net. Kort voor Ljabru is er het enige enkelsporige lijngedeelte van het net. De reden is een smalle brug, om een straat te overbruggen. Bij Ljabru eindigt de route in een keerlus.
Net als bij de Lilleakerlijn kan deze route niet door tweeassige museumtrams bereden worden.

### Voormalige routes
- Sagene Ring (Stortorvet – Akersgata – St. Hanshaugen – Sagene – Torshov)
- Vippetangen
- Oude Aker Brygge route (Stortorvet – Westbahnhof)
- Vålerengen
- Rodeløkka
- Simensbråten (zijtak van de Ekebergbanen)
- Lamberseter en Østenjø (werden op het metroen-Net aangesloten)
- Kampen

### Keerlussen
Omdat de trams van het type SL-79 eenrichtingtrams zijn, zijn er op de volgende plaatsen keerlussen:
- Stortorvet (kan vanuit beide richtingen gebruikt worden)
- Tinghuset
- Welhavens gate (geen echte keerlus, maar mogelijkheid om rond te rijden)
- Majorstuen
- John Collets Plass
- Skøyen
- Grefsen Stasjon
- Holtet
- Bråten
- Ljabru
- Disen
- Kjelsås
- Lilleaker

De eindpunten Rikshospitalet en Jar hebben geen keerlussen en kunnen daarom alleen door tweerichtingtrams van het type SL-95 bereden worden.

### Trammuseum

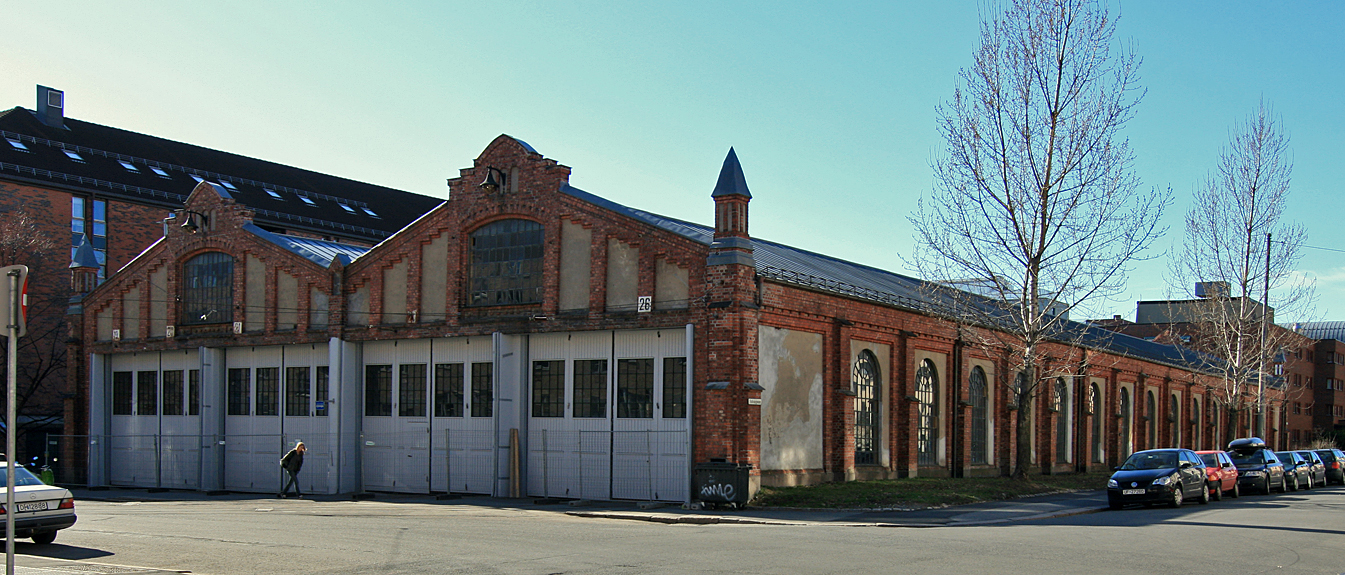
Trammuseum bij Majorstuen

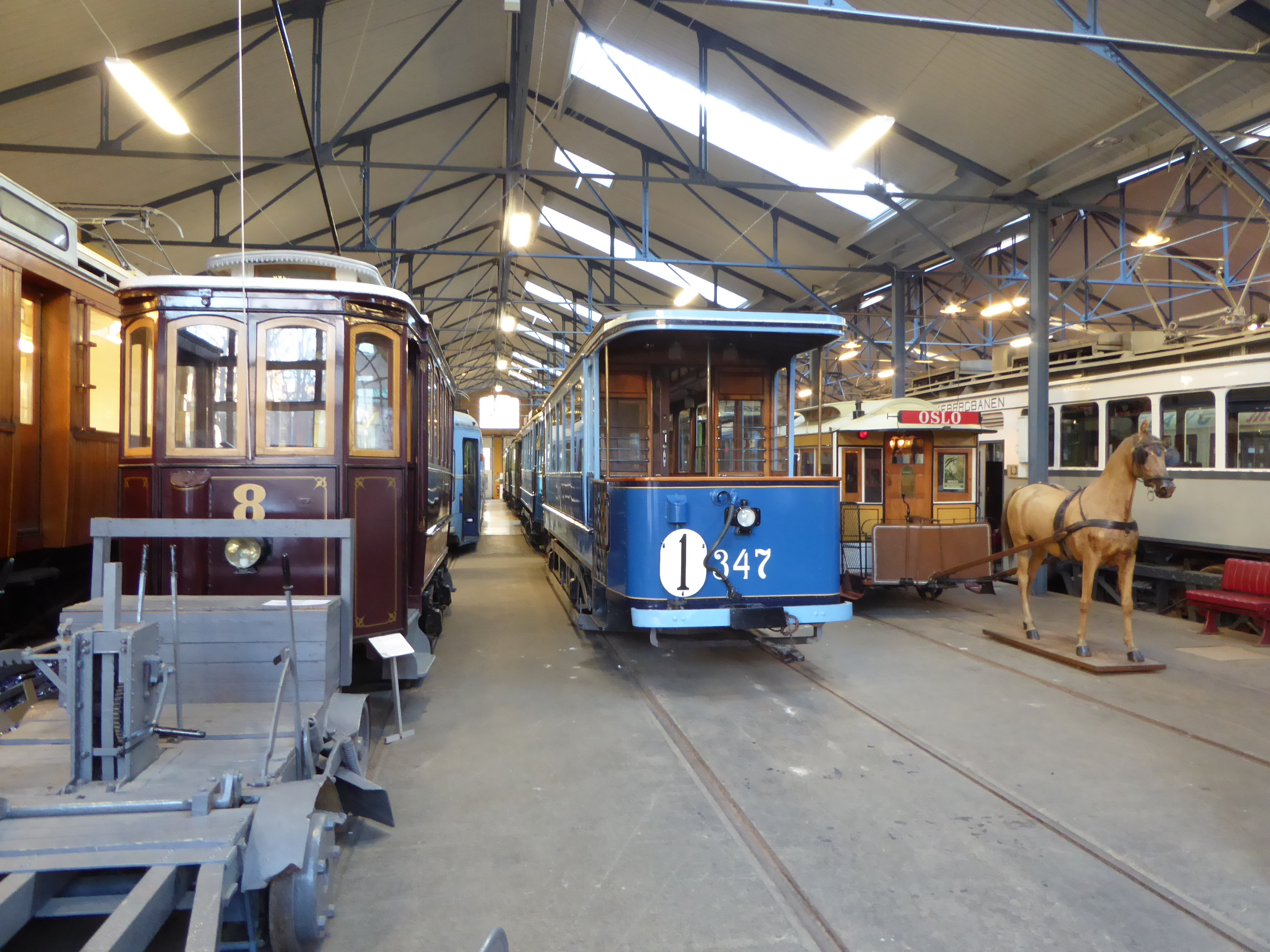
Trammuseum Oslo met motorwagen 8 (Holmenkollenbanen, 1897), motorwagen 347 (Kristiania Elektriske Sporvei, 1913) en paardentram 6 (Kristiania Sporveisselskab, 1875). Majorstuen; 30 november 2015.

Bij Majourstuen takt een enkelsporige route naar het trammuseum af. Daardoor kunnen trams eenvoudig vanaf en naar het museum rijden. Deze mogelijkheid wordt weinig meer gebruikt, omdat na de omschakeling op 750 V slechts één tram op het net toegelaten is, hoewel vele trams rijvaardig zijn. In het museum vindt men naast de historische trams ook historische bussen en veel informatie over de geschiedenis van het openbaar vervoer in Oslo.

### Huidig lijnennet
Voor de tram zijn de lijnnummers 11 tot 19 gereserveerd (1-6 zijn metrolijnen, 20-89 bussen in de stad, 90-99 bootdiensten en vanaf 100 regionale buslijnen).
Alle lijnen rijden overdag met een 10-minutenfrequentie, 's avonds en op zondag met een 20-minutenfrequentie. Op de weekeinden is er 's morgens een 30-minutenfrequentie.
| Lijn | Route                                                                                     | Opmerkingen                                |
| ---- | ----------------------------------------------------------------------------------------- | ------------------------------------------ |
| 11   | Majorstuen – Homansbyen – Stortorvet – Jernbanetorget – Torshov – Storo – Disen – Kjelsås |                                            |
| 12   | Majorstuen – Frogner – Aker Brygge – Jernbanetorget – Torshov – Storo – Disen – (Kjelsås) | Overdag alleen tot Disen                   |
| 13   | Bekkestua – Skøyen – Nationaltheatret – Jernbanetorget – Torshov – Storo – Grefsen        | De helft van de trams eindigt in Lilleaker |
| 17   | Rikshospitalet – Ullevål – Stortorvet – Jernbanetorget – Carl Berners Plass – Grefsen     |                                            |
| 18   | Rikshospitalet – Ullevål – Stortorvet – Jernbanetorget – Holtet – (Ljabru)                | Overdag alleen tot Holtet                  |
| 19   | Majorstuen – Briskeby – Nationaltheatret – Jernbanetorget – Holtet – Ljabru               |                                            |

Sinds de ingebruikname van het nieuwe Stationsplein (Jernbanetorget) wordt dit door alle lijnen bereden.

## Trams

### SL-79
| SL-79 (1982-'84, 1989) |           |
| Wagenlengte            | 22.180 mm |
| Wagenbreedte           | 2500 mm   |
| Wagenhoogte            | 3410 mm   |
| Gewicht                | 32,80 t   |
| Zit- en staanplaatsen  | 71 / 92   |

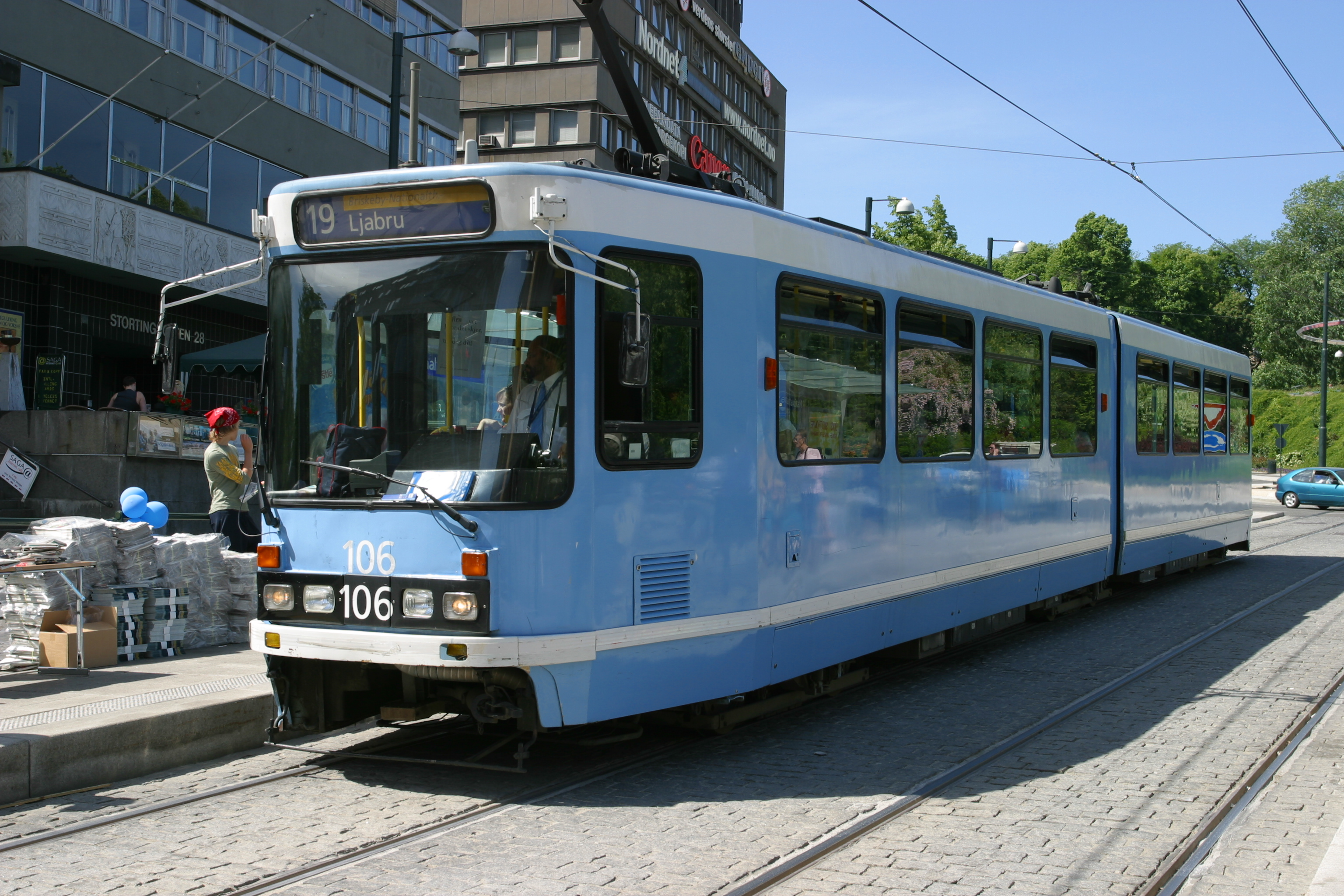
SL-79

SL staat voor 'Sporvogn Ledd', wat gelede tram betekent. 79 geeft het jaar van bestelling aan. Van dit type zijn 40 trams in gebruik. De eerste serie werd tussen 1982 en 1984 door Duewag geleverd. De tweede serie kwam in 1989 van ABB Strømmens Værksted. Beide series bestaan uit eenrichtingsvoertuigen. De eerste serie heeft een enkele achterdeur, alsmede een achterdeur aan de linkerzijde, die bij de tweede serie ontbreekt. De tweede serie heeft een dubbele achterdeur. De trams zijn in de lijndienst niet met elkaar te koppelen.
SL-79 zijn op de lijnen naar Majorstuen (11, 12, 19) en op enkele diensten van lijn 13 aan te treffen.

### SL-95
| SL-95 (1999-2004)     |           |
| Wagenlengte           | 33.120 mm |
| Wagenbreedte          | 2600 mm   |
| Wagenhoogte           | 3620 mm   |
| Gewicht               | 64,98 t   |
| Zit- en staanplaatsen | 88 / 124  |

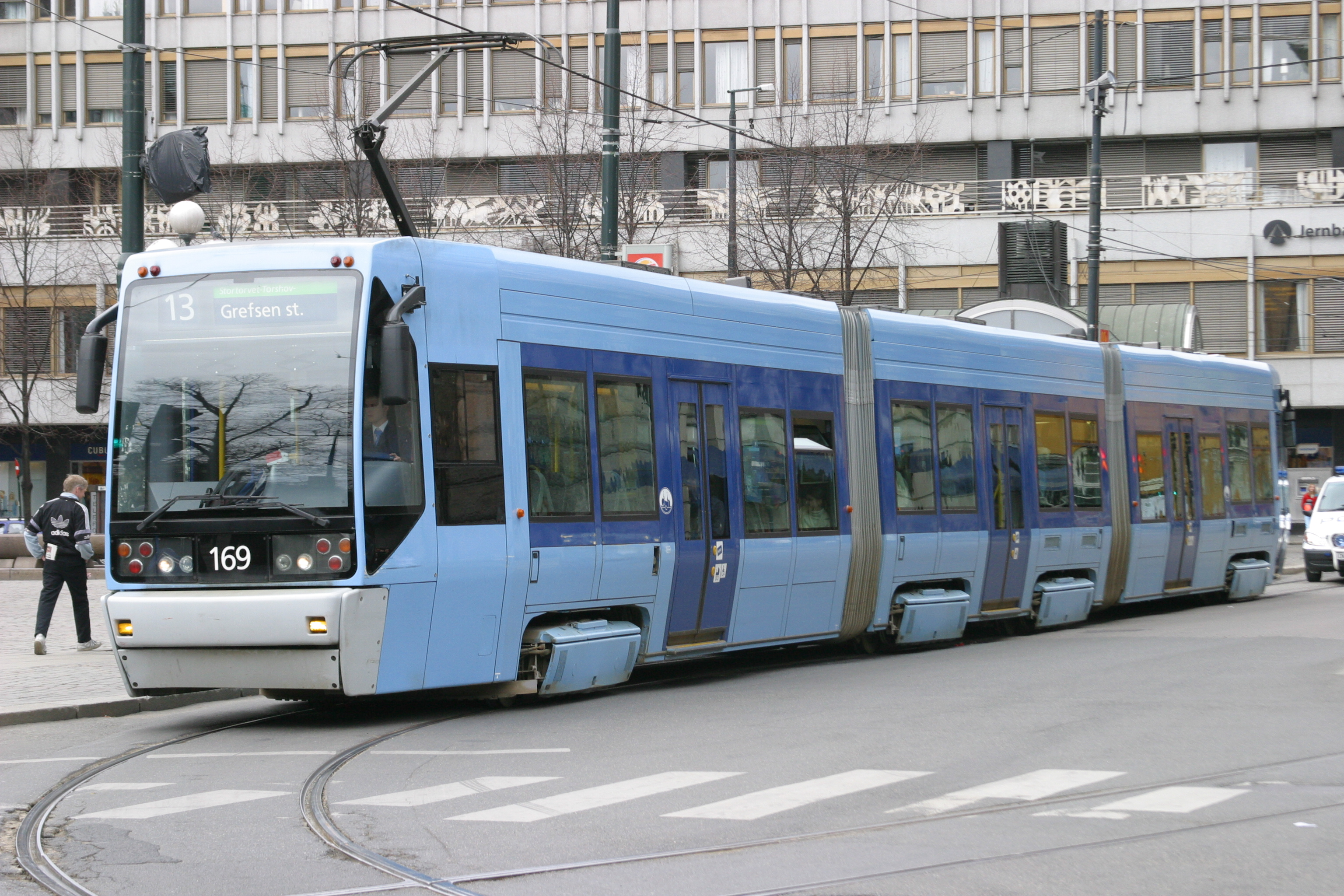
SL-95

Van het type SL-95 werden 32 exemplaren door AnsaldoBreda tussen 1999 en 2004 geleverd. De SL-95 zijn tweerichtingtrams, die gedeeltelijk met lage vloer zijn uitgevoerd. Vanwege aanvankelijke technische problemen strekte de aflevering zich over meerdere jaren uit. De SL-95 kunnen de Briskeby-route wegens de krappe bogen niet berijden. De trams worden door het personeel 'Italieneren' genoemd, ofwel 'de Italianen'. SL-95 treft men aan op de lijnen 13, 17 en 18.

### SL-18

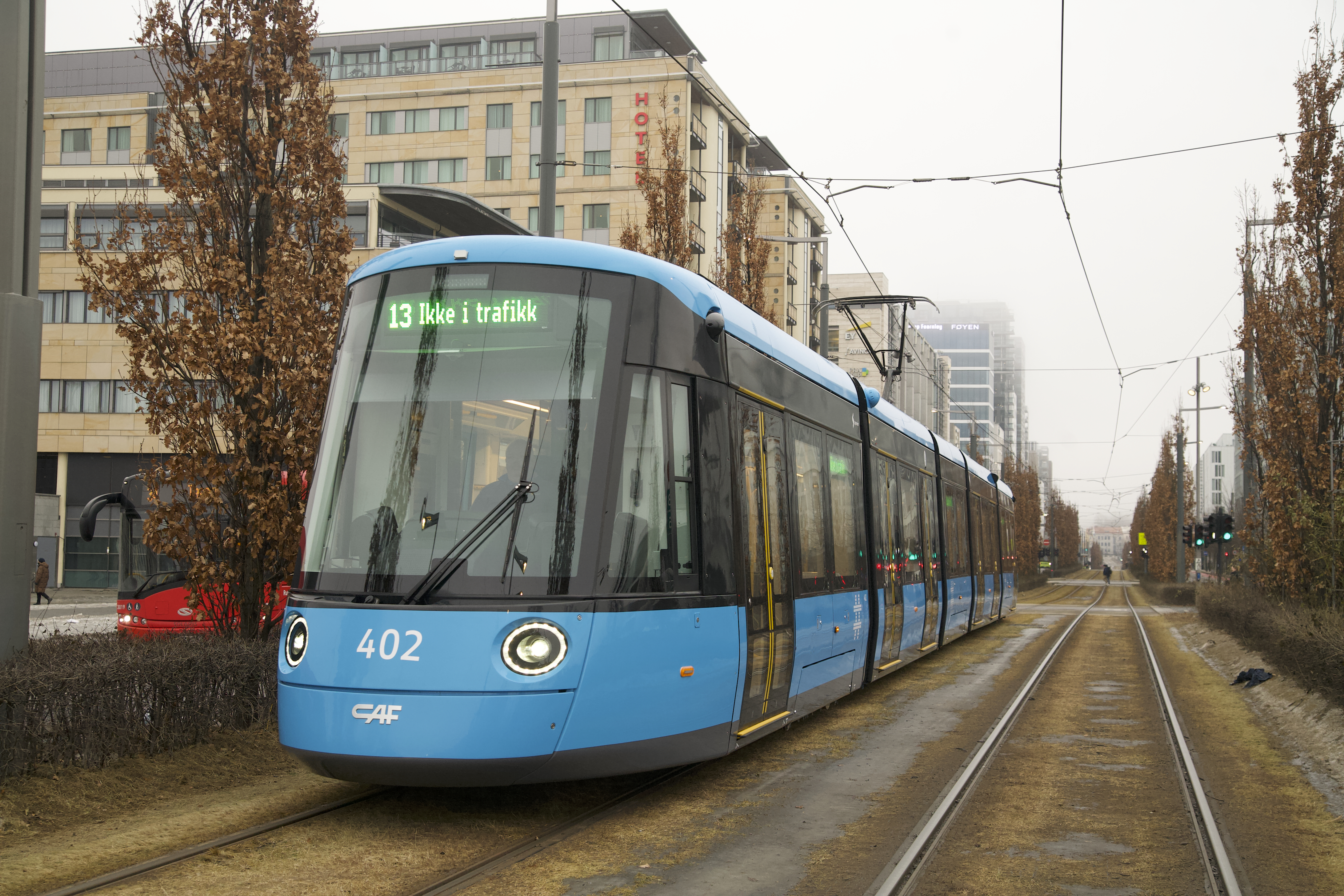
SL-18

Ter vervanging van de typen SL-79 en SL-95 heeft Sporveien Trikken AS in 2018 bij het Spaanse CAF een serie van 87 Urbos 100-lagevloertrams (typeaanduiding SL-18) besteld, die vanaf 2020 worden afgeleverd en in dienst gesteld. Met deze vijfdelige tweerichtingsvoertuigen zal vanaf 2024 het gehele tramnet van Oslo worden geëxploiteerd.

## Voormalige trams

### SM-53 (Høka)

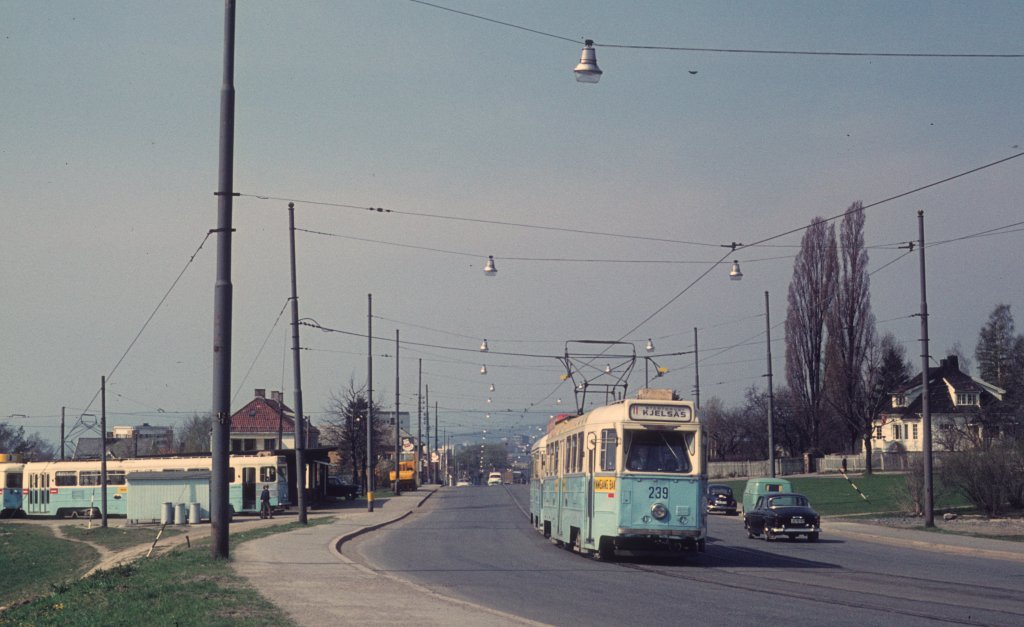
Motorwagen 239 (type Høka) op lijn 11 te Disen; 8 mei 1971

De vijftig SM-53-trams werden tussen 1952 en 1958 aangeschaft. Om de capaciteit te verhogen werd meestal een van de dertig bijwagens van het type ST-55 meegevoerd. Aan het begin van de jaren 1980 werden enkele trams geheel gemoderniseerd en aan het design van de gelede trams aangepast. Zij kregen daarna de aanduiding SM-83. Alle trams werden in 2000 buiten dienst gesteld, toen de bovenleidingspanning van 600 volt naar 750 volt verhoogd werd, en een verbouwing niet meer lonend was.

### SM-91 (Göteborger)
Toen de route naar Kjelsås in de jaren negentig vanwege de bouw van de RingAutosnelweg bij Storo onderbroken was, zou de route Grünerløkka – Torshov meerdere jaren niet berijdbaar geweest zijn, omdat er geen keermogelijkheid bestond. Daarom werden oude trams uit Göteborg voor de symbolische prijs van één Noorse kroon aangeschaft. Zij waren van treinschakeling voorzien en konden gekoppeld rijden. Telkens twee trams werden rug aan rug gekoppeld en konden zo als tweerichtingstrams gebruikt worden. Het nadeel was dat er aan de linkerzijde slechts één kleine deur was, wat vele problemen opleverde en uiteindelijk ook tot een dodelijk ongeval leidde. De laatste trams werden in november 2002 buiten dienst gesteld, toen er genoeg trams van het type SL-95 afgeleverd waren.

## Toekomstige uitbreidingen en wijzigingen

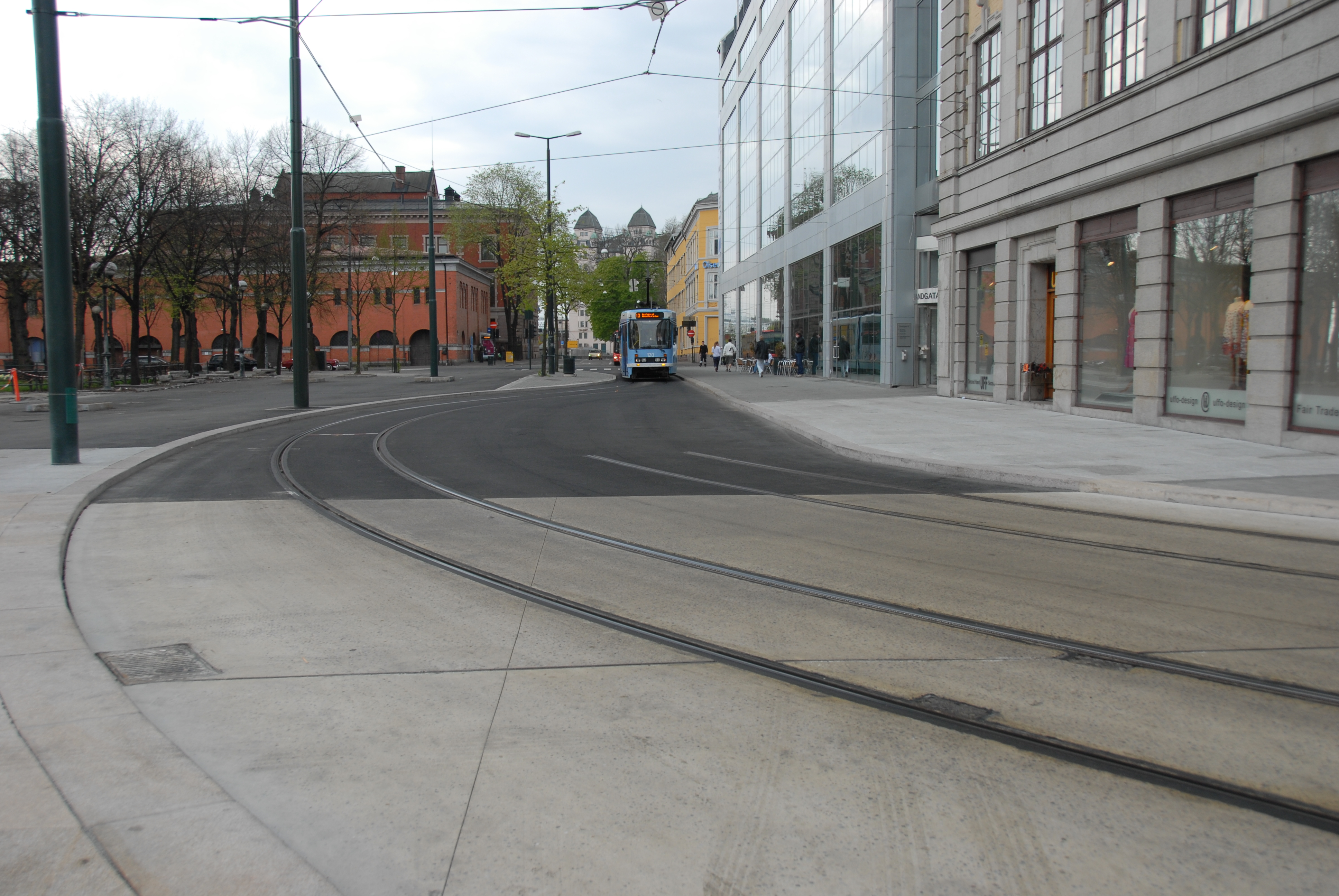
Sporen voor de toekomstige tramlijn bij Bjørvika en Fjordbane

- De Ekeberg-route zal naar de Nyland verplaatst worden, om de nieuwe Opera en het daar omheen ontstane kwartier beter met het openbaar vervoer te bedienen. Dit kan pas gebeuren zodra de autosnelweg daar verwijderd is, en een tunnel onder de Bjørvika aangelegd wordt. De uiteindelijke route is nog niet definitief vastgesteld, omdat een burgerinitiatief probeert met een alternatieve route, de route in de Schweigaardsgate te behouden. Het eerste deel van de route kwam in juni 2015 gereed, er is daar echter nog geen verkeer. Af en toe rijdt de museumtram daarheen.
- Om het knooppunt Nationaltheatret beter te benutten, zal een route tussen Nationaltheatret en Homansbyenplass in de Frederiksgate gebouwd worden.
- Tramlijn naar Kværnerbyen
- Bij Sinsen een route naar Tonsenhagen
- Verlenging van de Ekeberg-Bahn van Ljabru naar Hauketo
- Directe lijn tussen Skøyen en Majorstuen
- Lijn naar Helsfyr
- "Ring 2" Tram: route van Majorstuen langs Ring 2 naar Helsfyr.

## Foto's tramhistorie Oslo

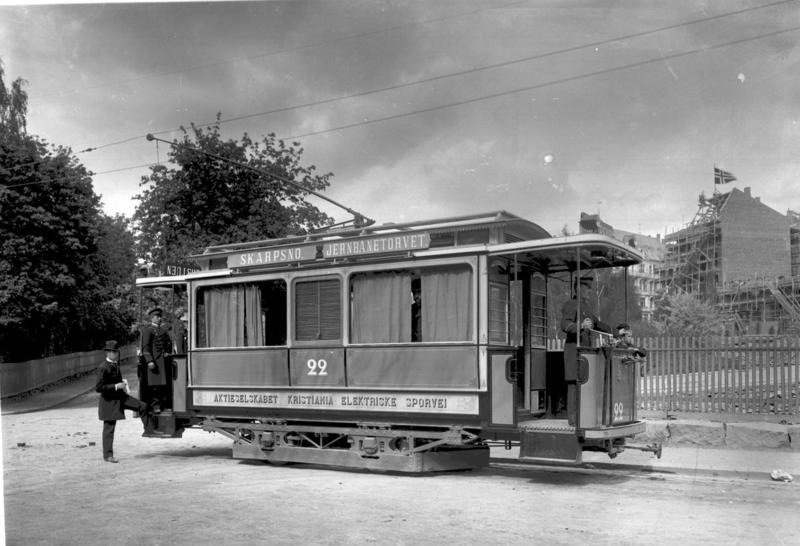
Motorwagen 22 (type A) van de Kristiania Elektriske Sporvei op de route Skarpsno - Jernbanetorvet; jaren 1890.
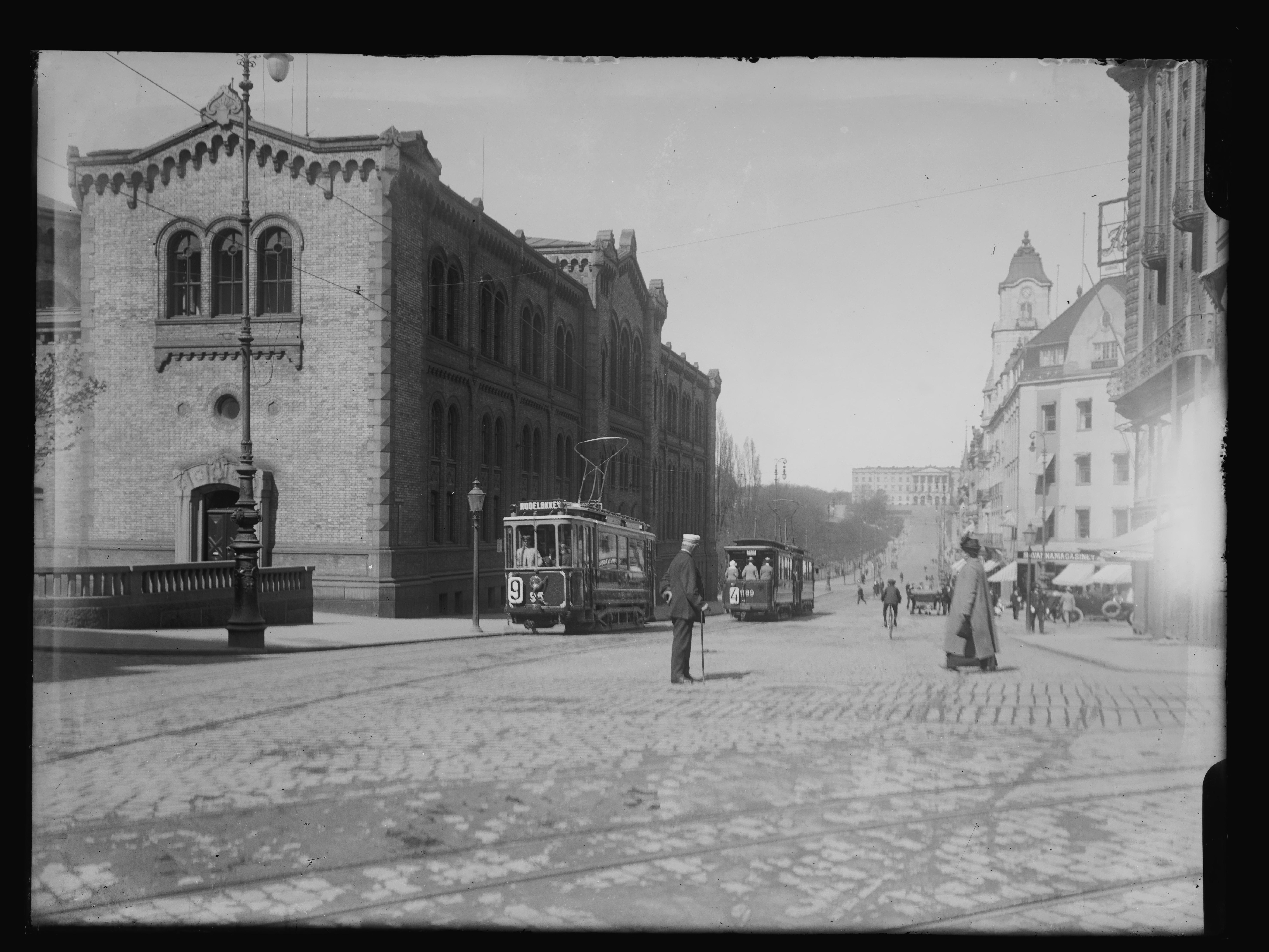
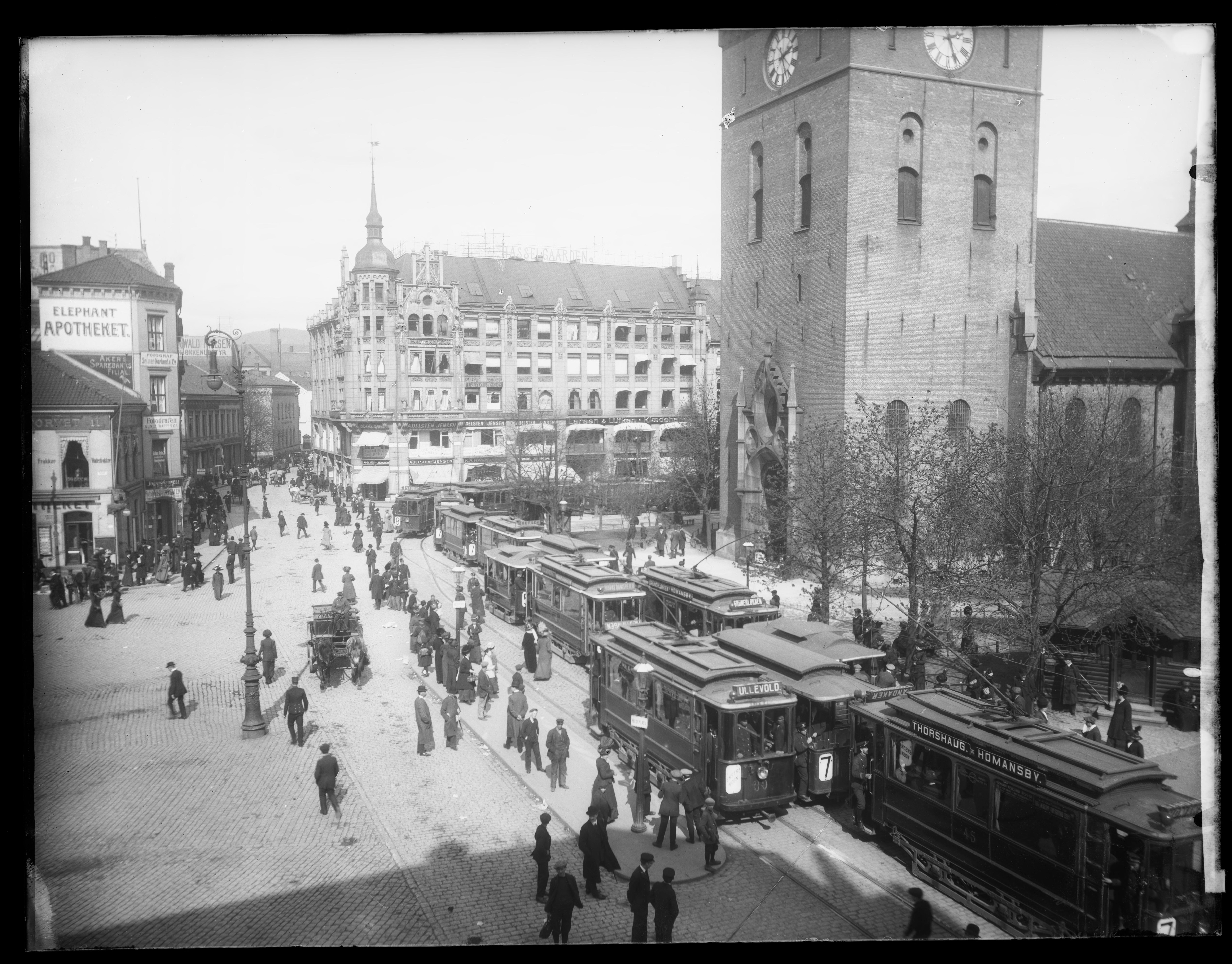
Tramdrukte op Stortorvet in 1915.
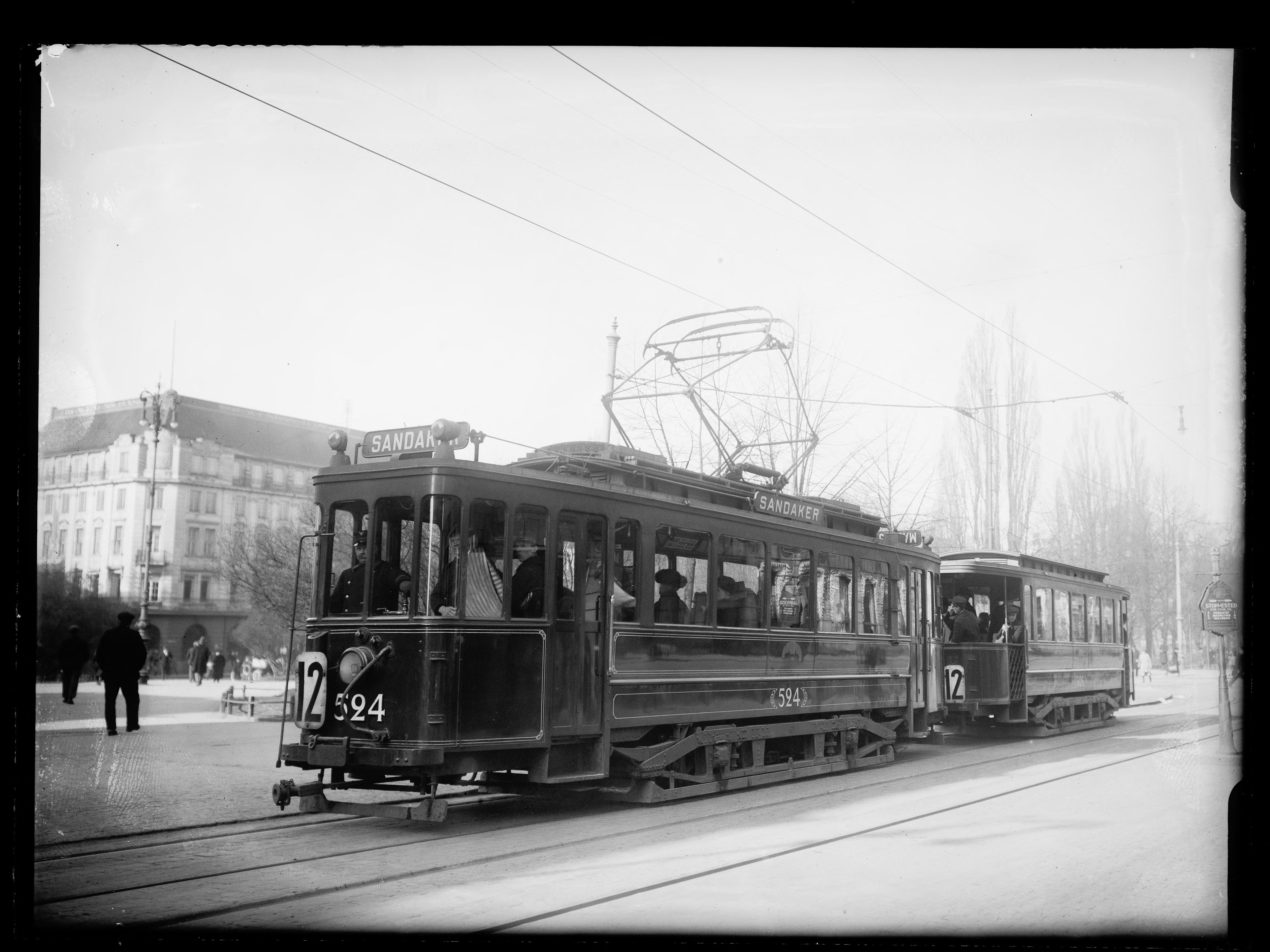
Motorwagen 524 op lijn 12 naar Sandaker.
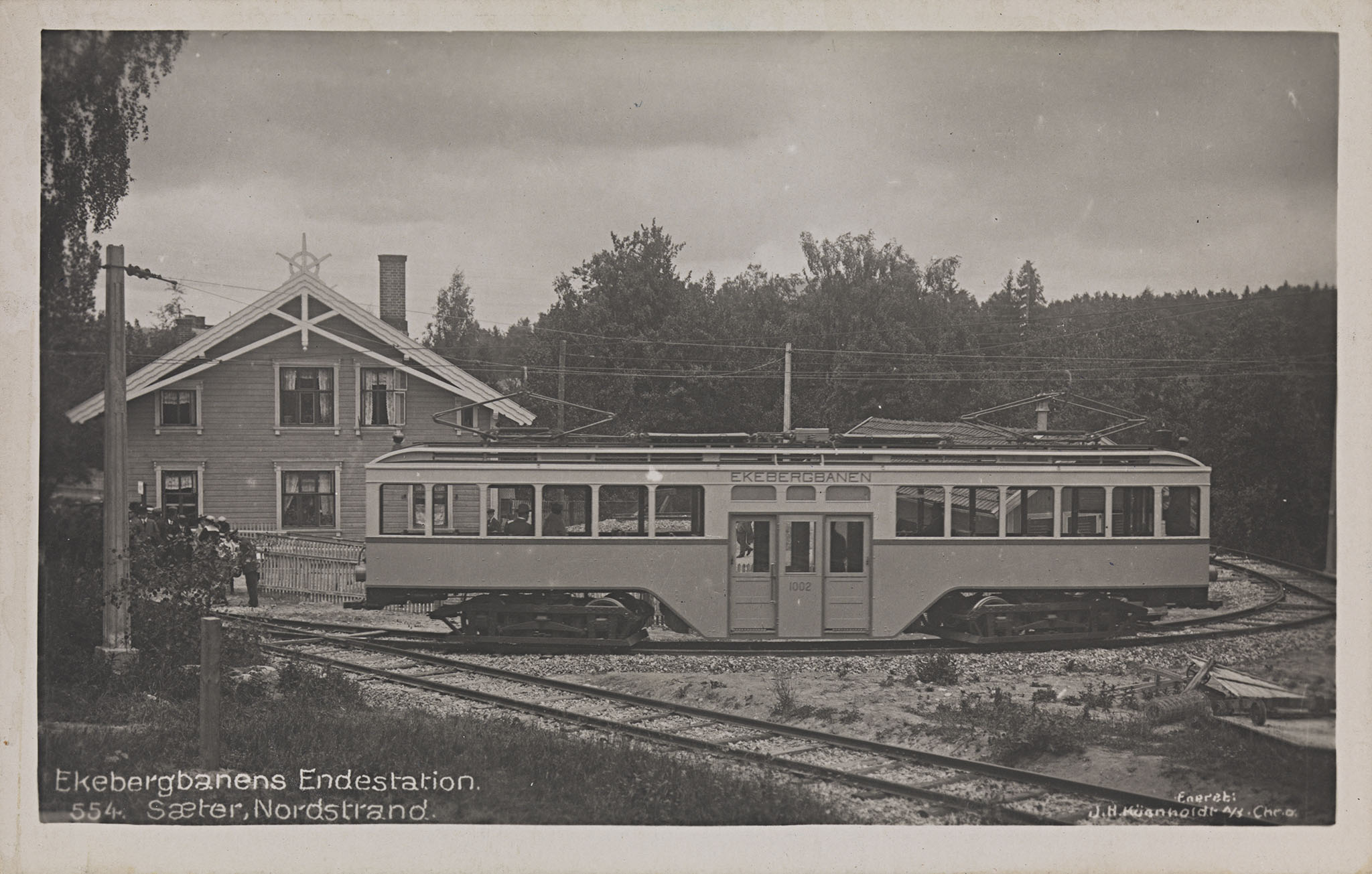
Motorwagen 1002 van de Ekebergbanen in de keerlus van het eindpunt Sæter, Nordstrand; 1917.
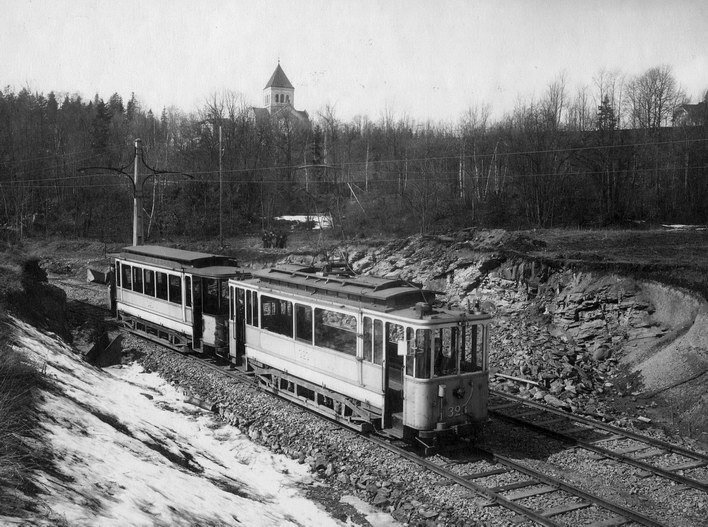
Motorwagen 323 (type SS), bouwjaar 1918, met bijwagen bij Bekkefaret op de Lilleakerbanen; jaren twintig.
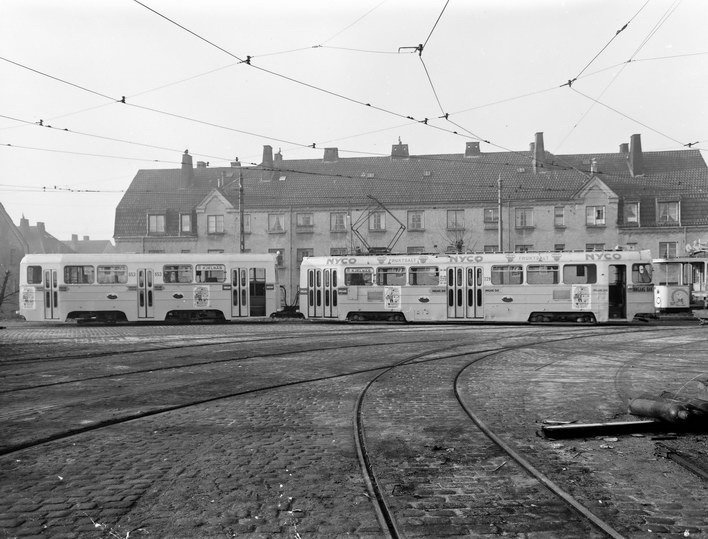
Tramstel type Høka, bestaande uit motorwagen 229 en bijwagen 653 bij Sagene Depot; 1958.
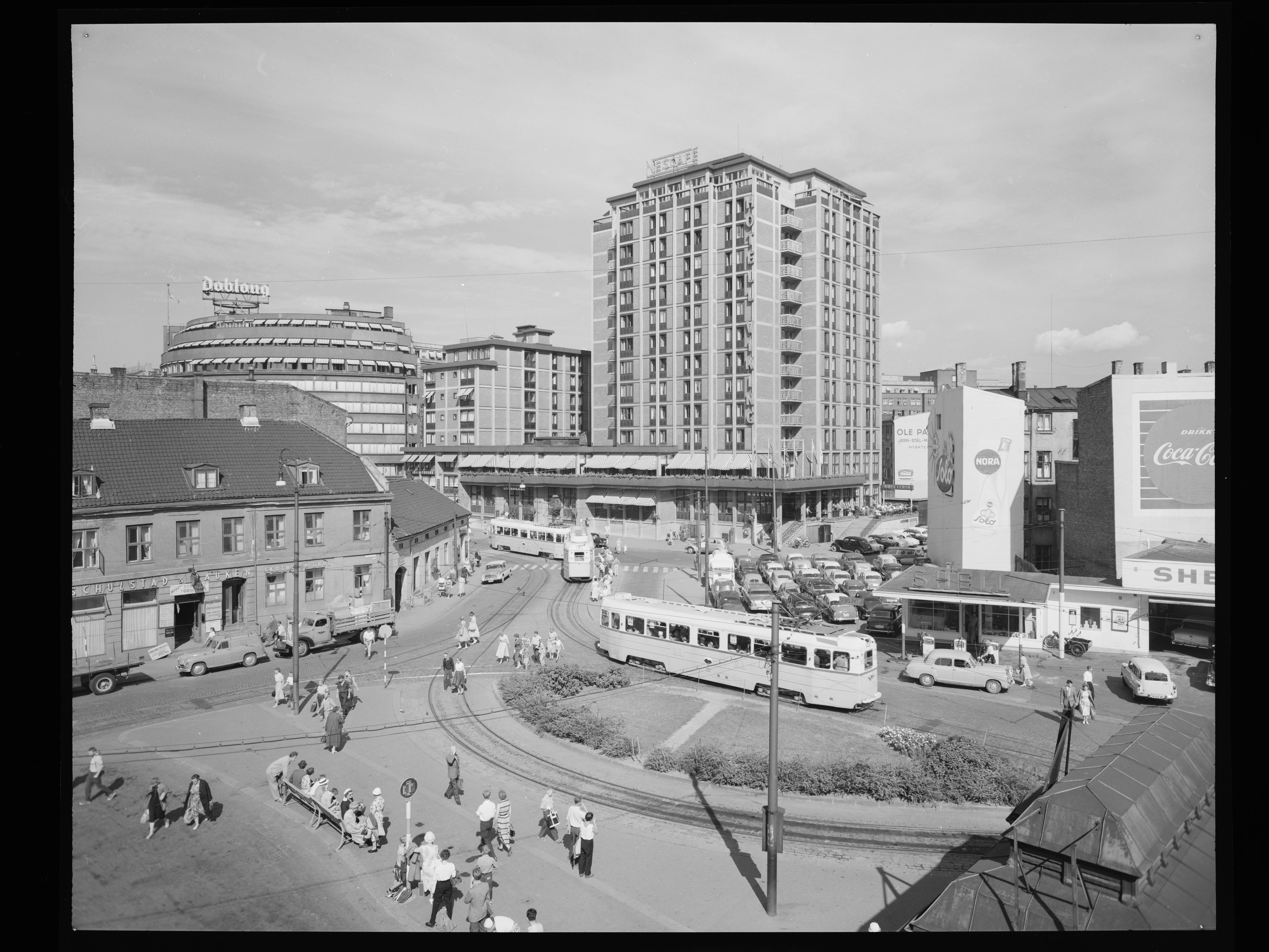
Stationsplein met Hotell Viking. Op de voorgrond trams van het type Høka; jaren vijfig.
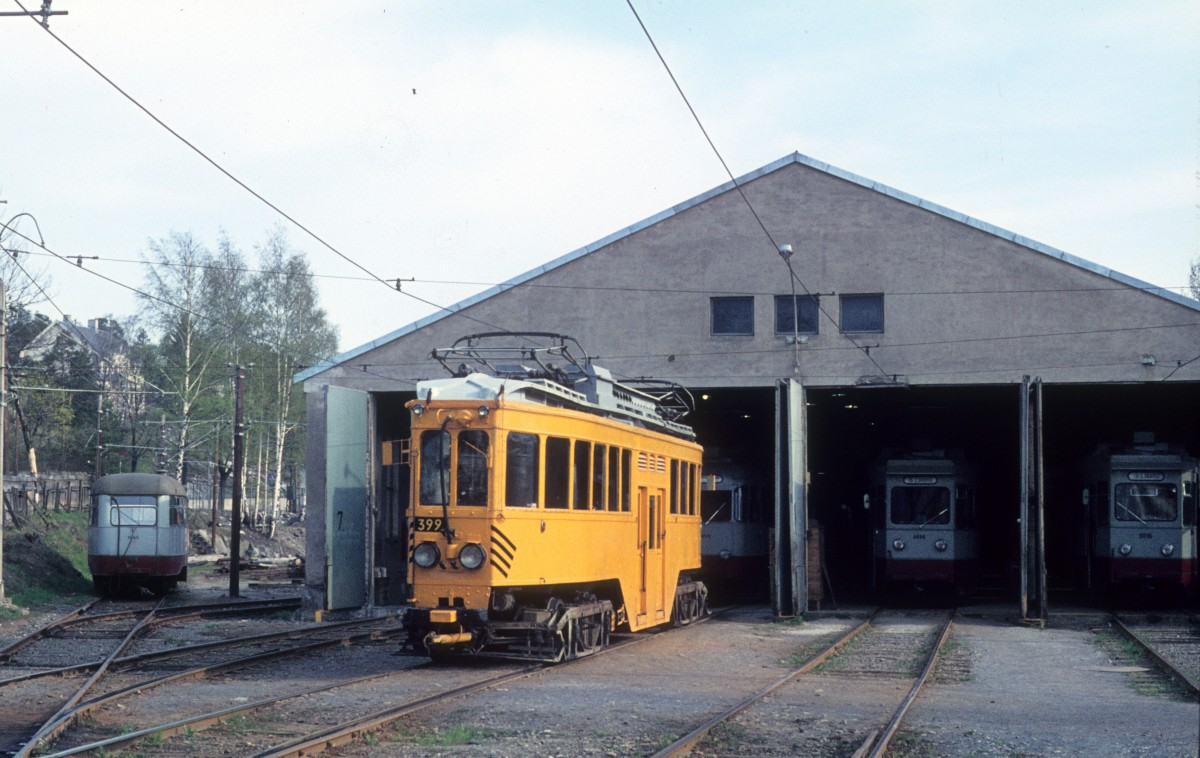
Werkwagen 399, een oorspronkelijke motorwagen van de Ekebergbanen, voor het depot Holtet; 8 mei 1971.
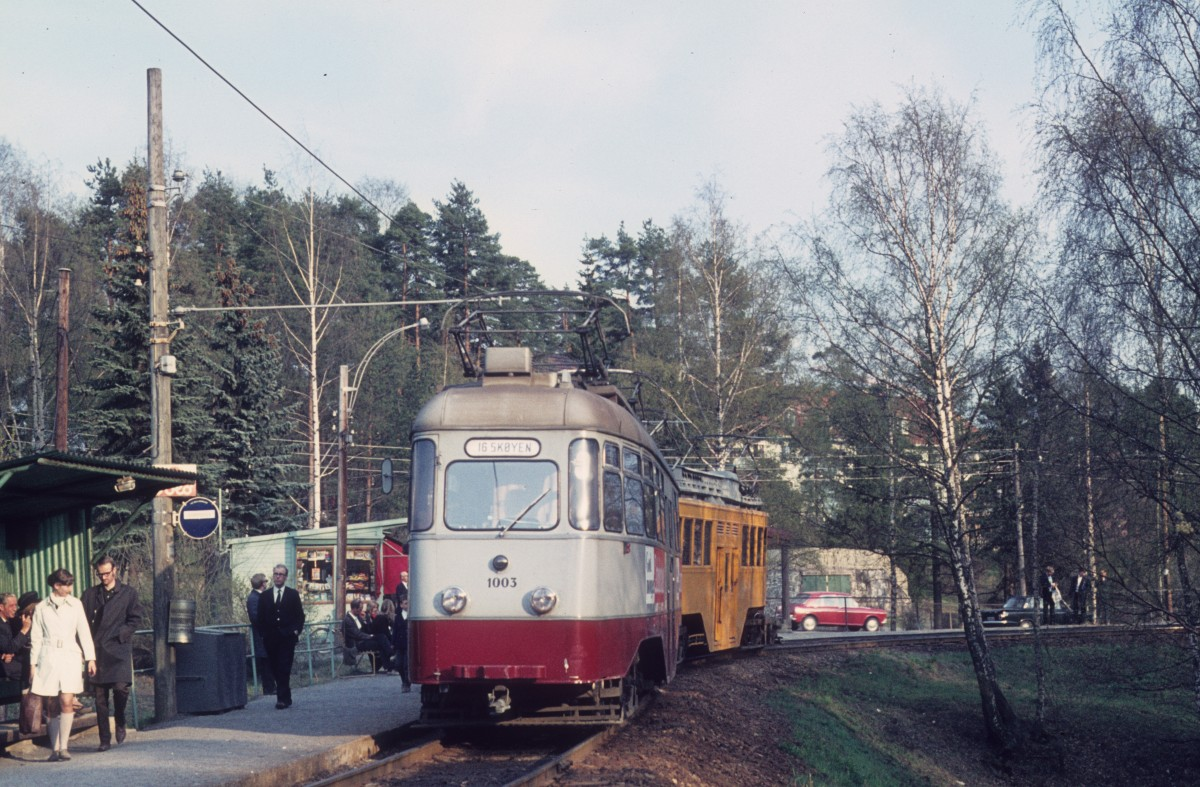
Motorwagen 1003 op de Ekebergbanen (lijn 16) in de keerlus aan het eindpunt Ljabru.
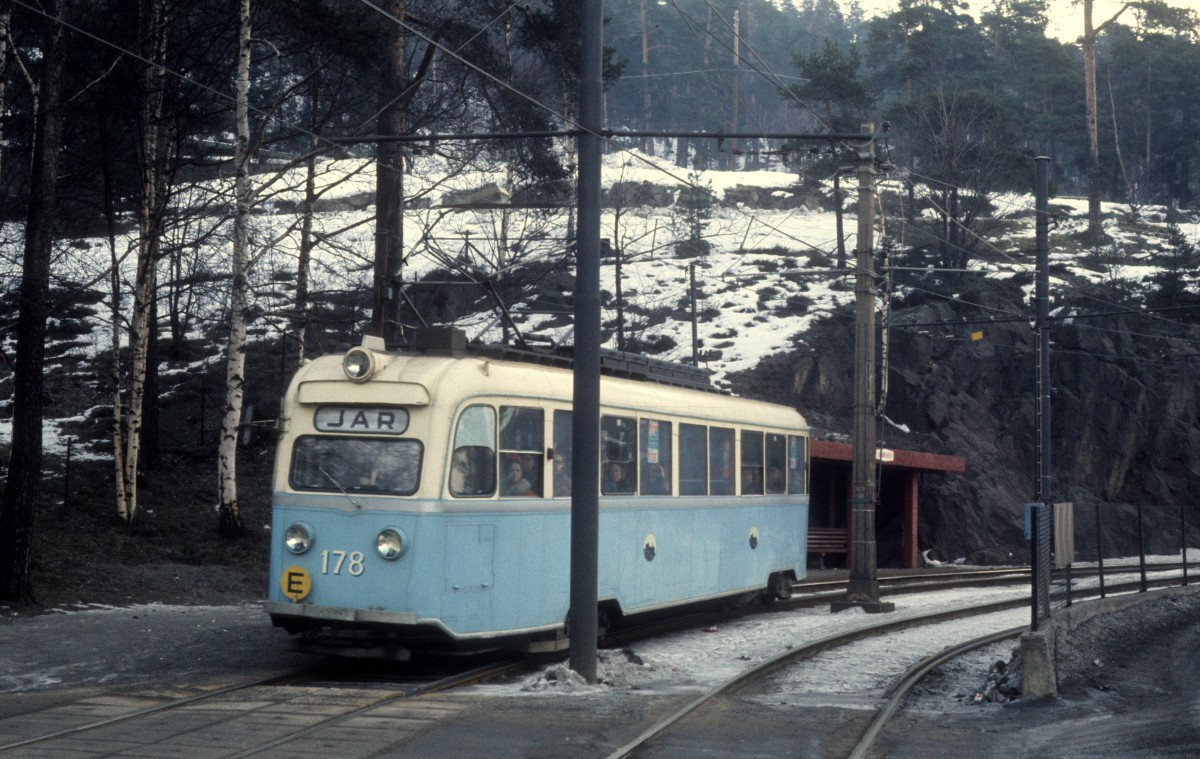
Motorwagen 178 van het type 'Gullfisker' (Goudvis) aan de halte Sjømannsskolen op de Ekebergbanen (lijn 9); 1 maart 1975.
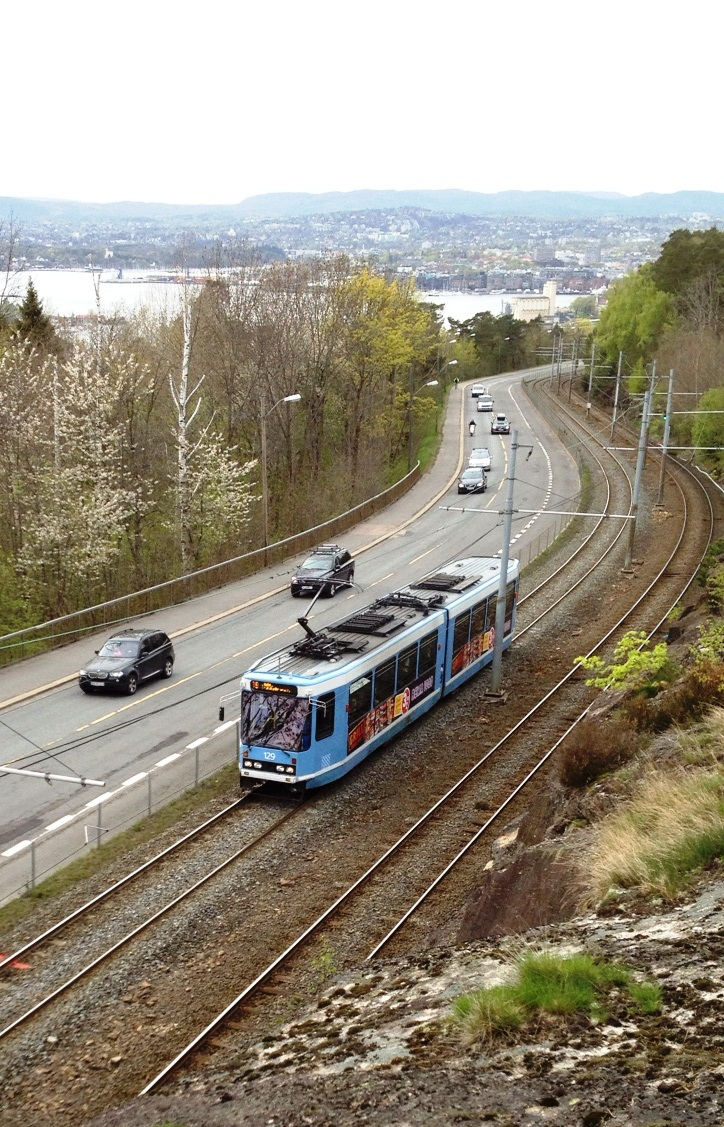
Gelede wagen 129 op de Ekebergbanen langs de Kongsveien; 3 mei 2012.
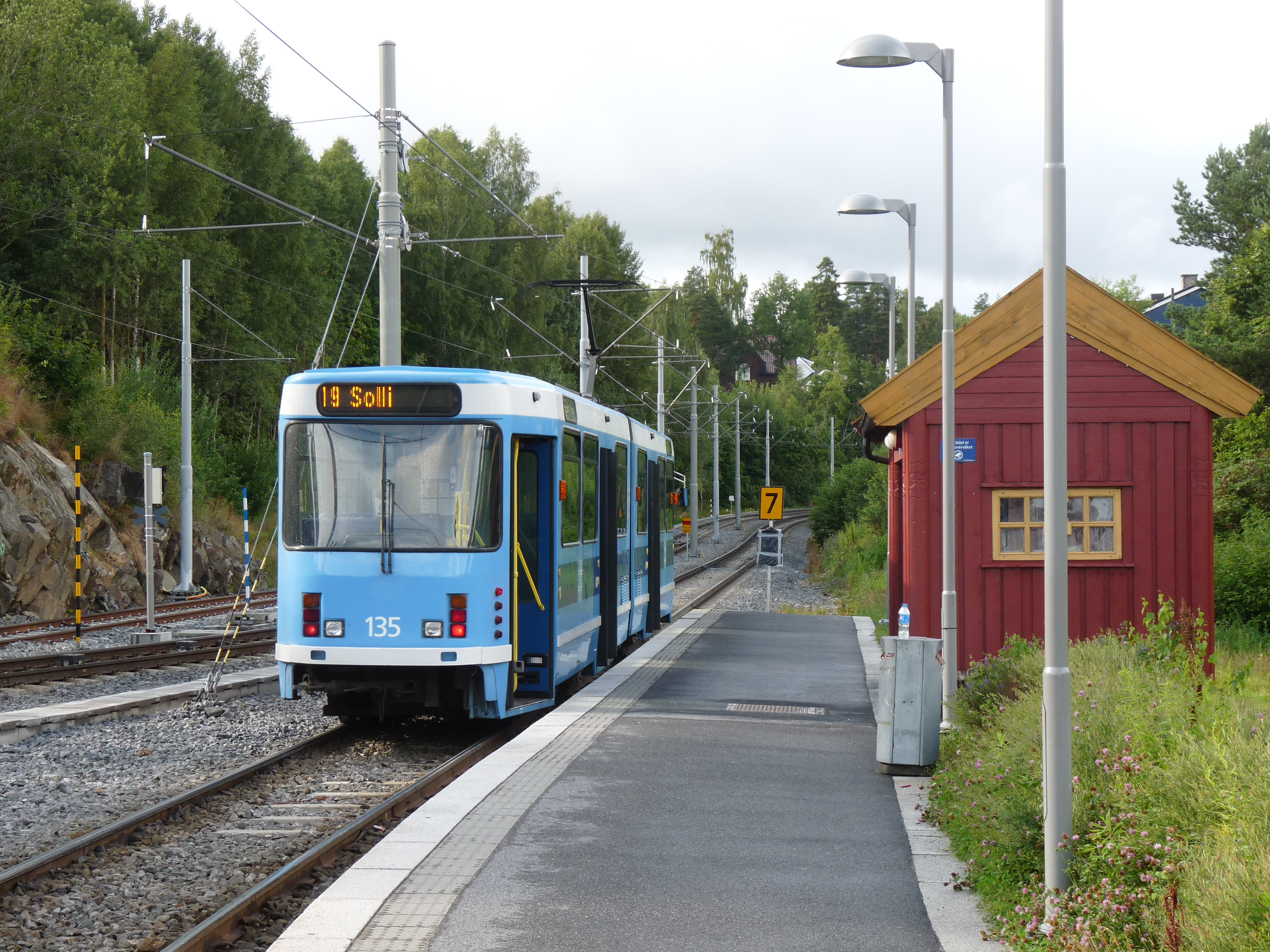
Gelede wagen 135 op de Ekebergbanen (lijn 19) aan het eindpunt Ljabru.
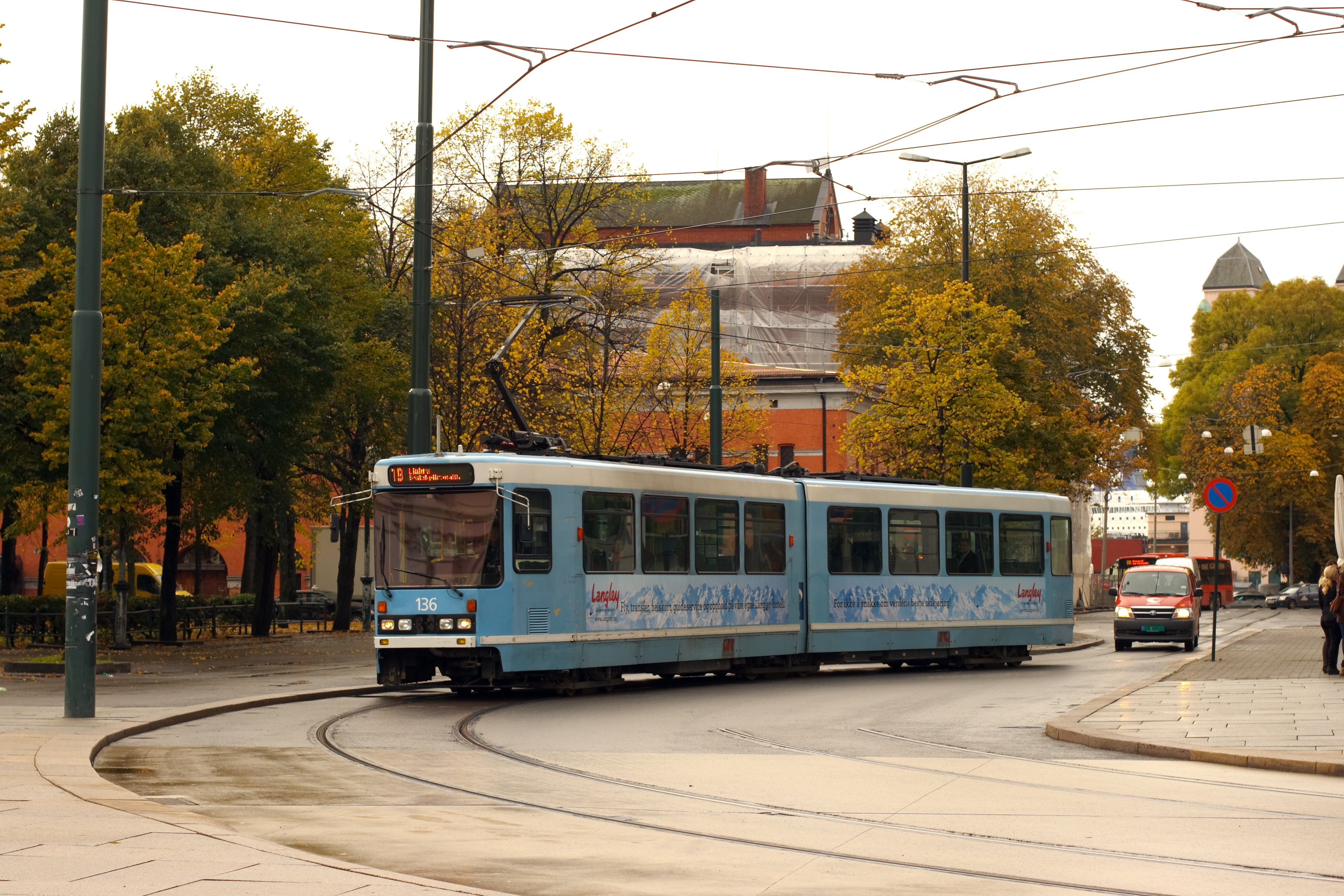
Gelede wagen 136 op lijn 9; 18 oktober 2012.
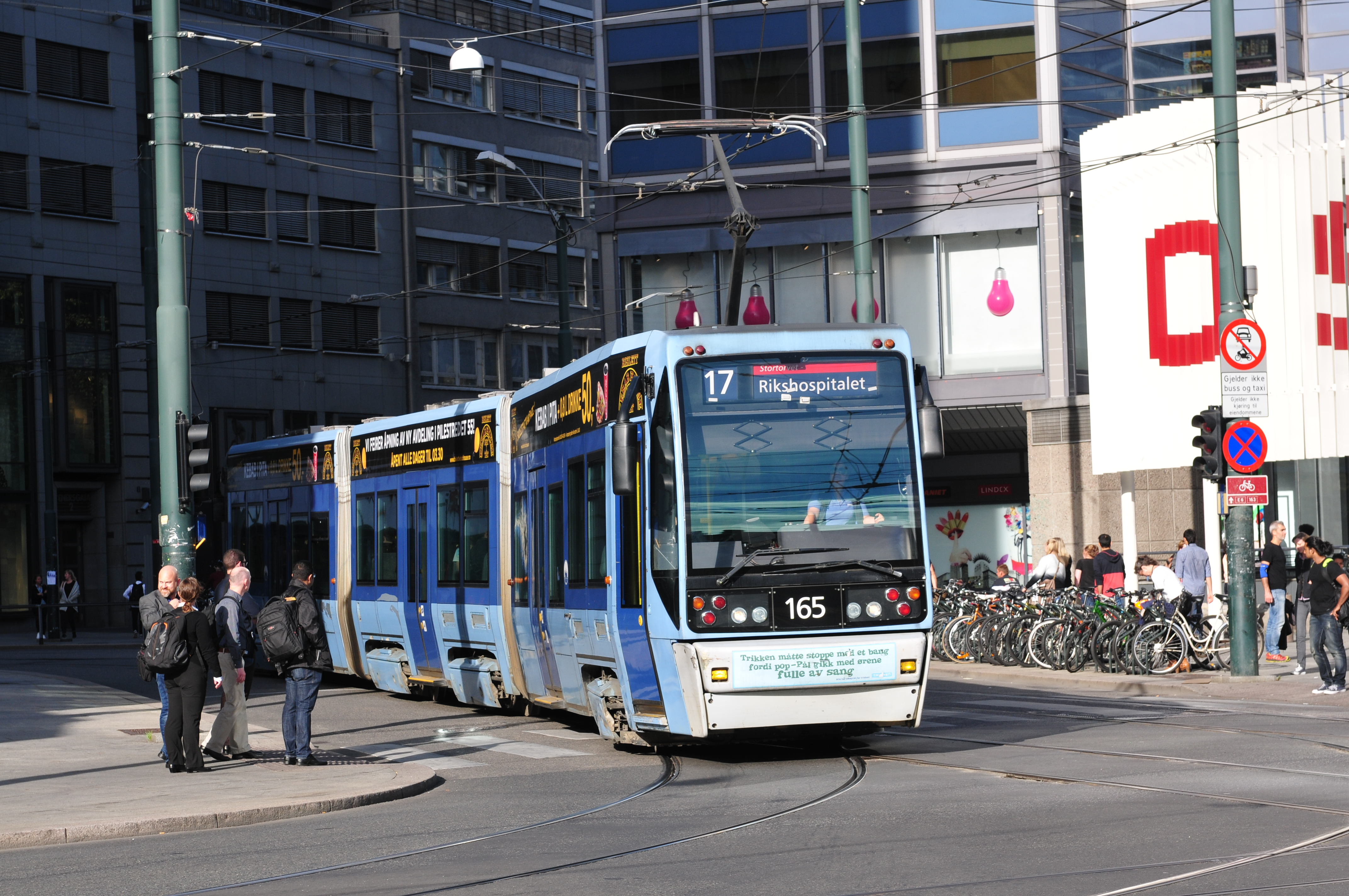
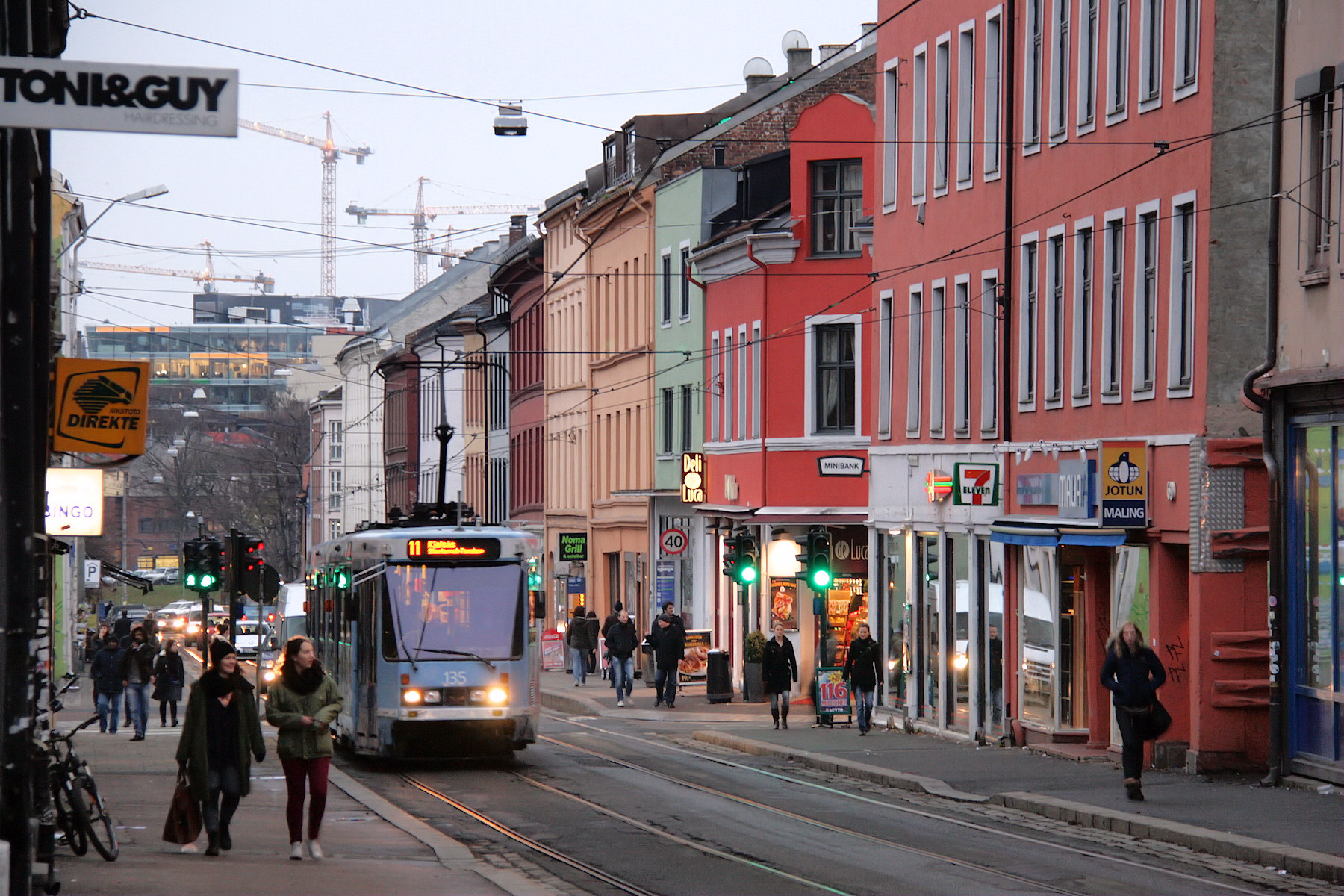
Gelede wagen 165 op lijn 17 naar Rikshospitalet. Grünerløkka; 20 november 2011.
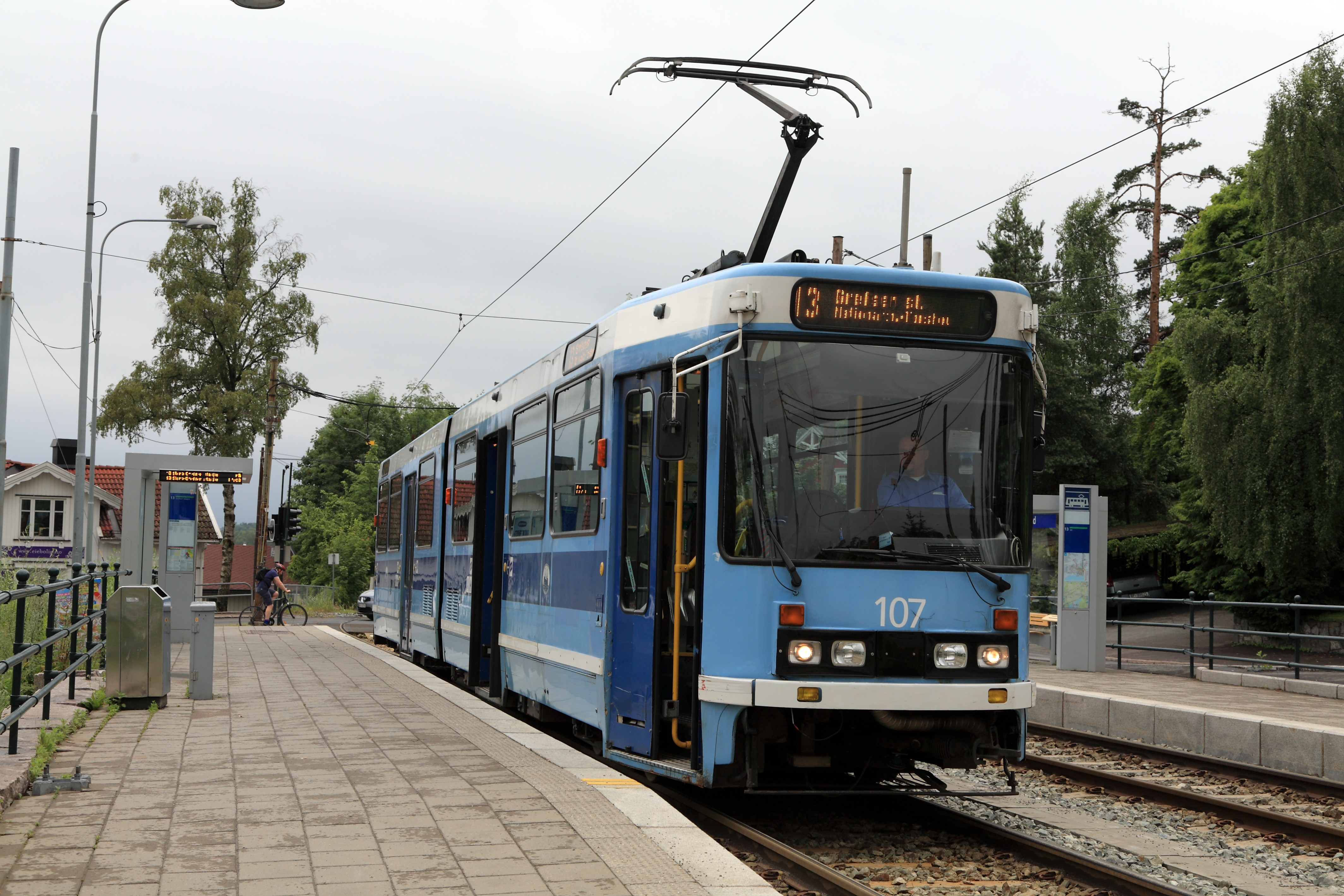
Gelede wagen 101 (serie SL 79) op lijn 13 richting Grefsen. Sinds het opbreken van de keerlussen bij de stations van de Kolsåsbanan kunnen deze trams alleen nog rijden tot de nieuwe keerlus Lilleaker; 3 juli 2013.
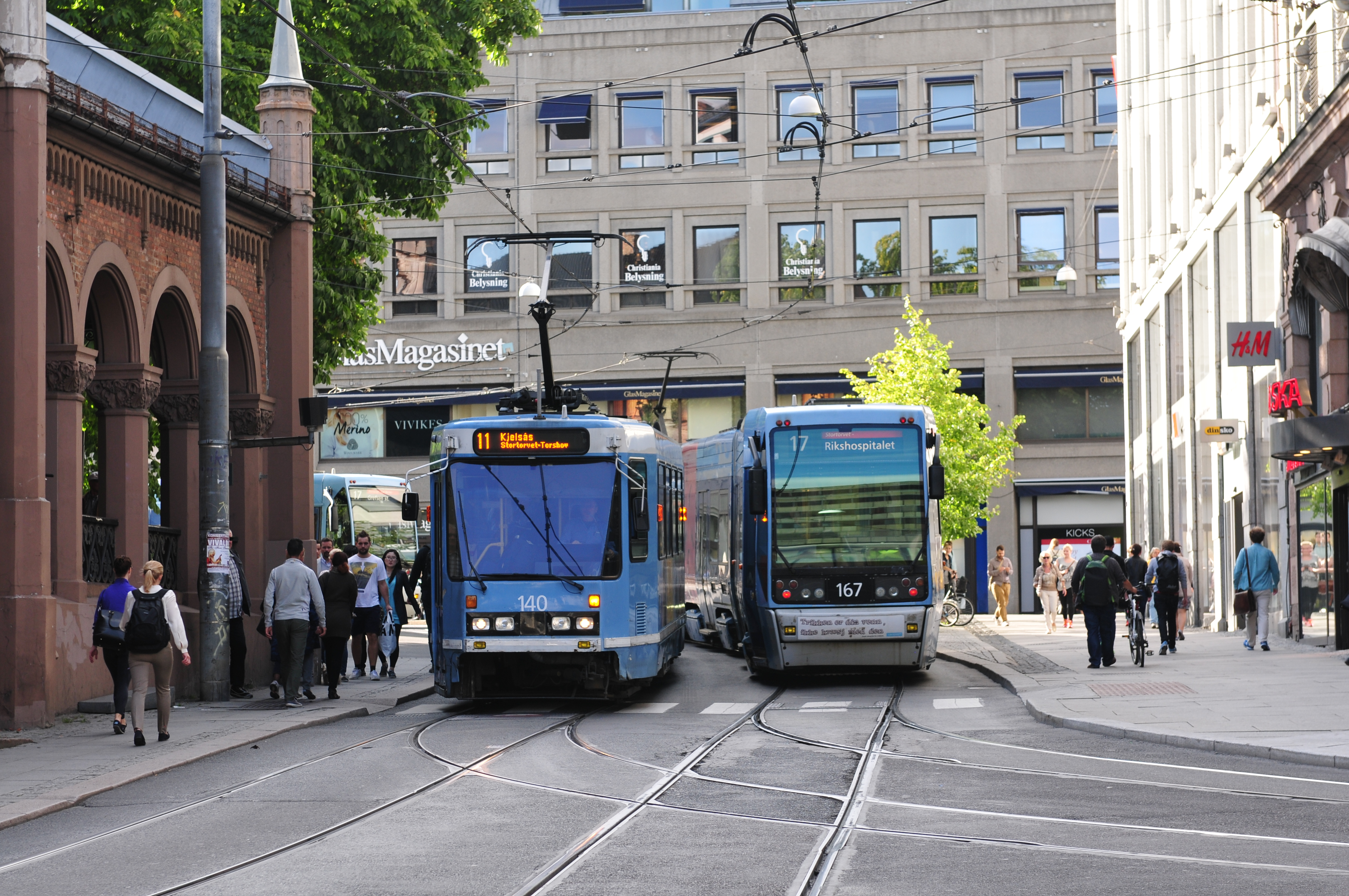
Gelede wagen 140 op lijn 11 naar Kjelsås en de 167 op lijn 17 naar Rikshospitalet in de binnenstad van Oslo; 2 september 2014.
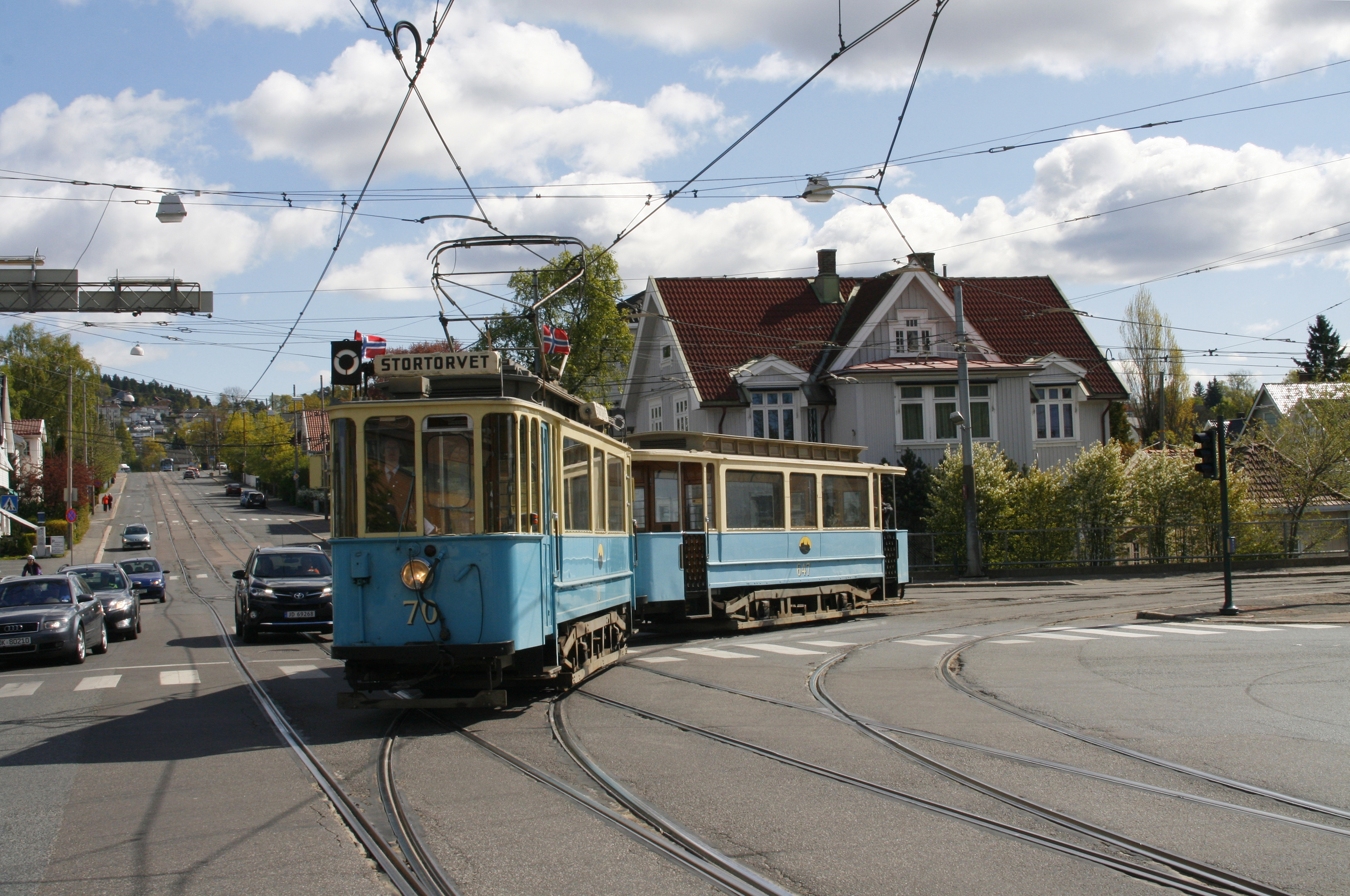
Motorwagen 70 met bijwagen 647 van het Trammuseum van Oslo, tijdens een rit op het stadsnet, te Storo; 4 mei 2014.
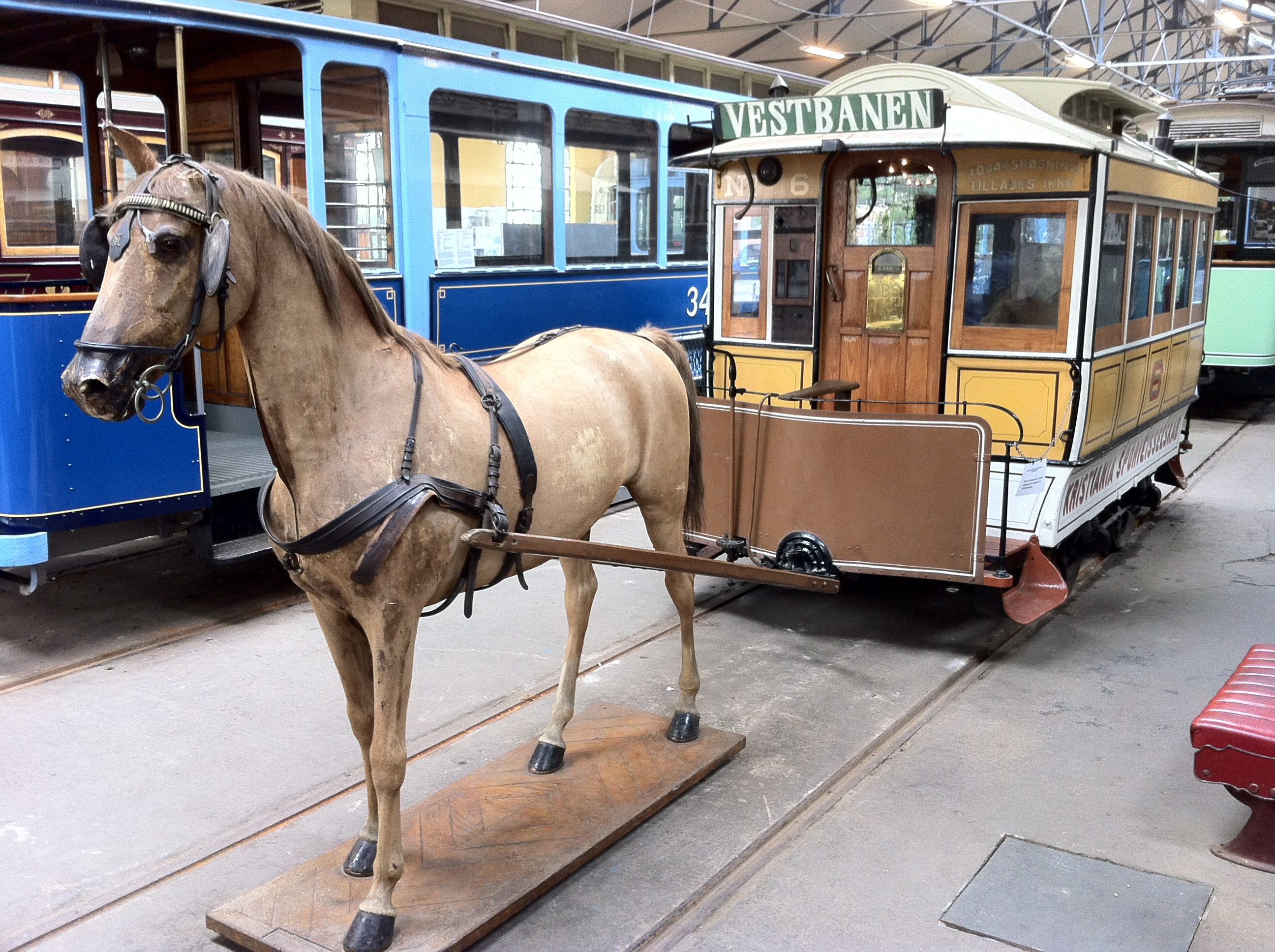
Paardentram in het Trammuseum van Oslo (Sporveismuseet Oslo); 4 juni 2012.
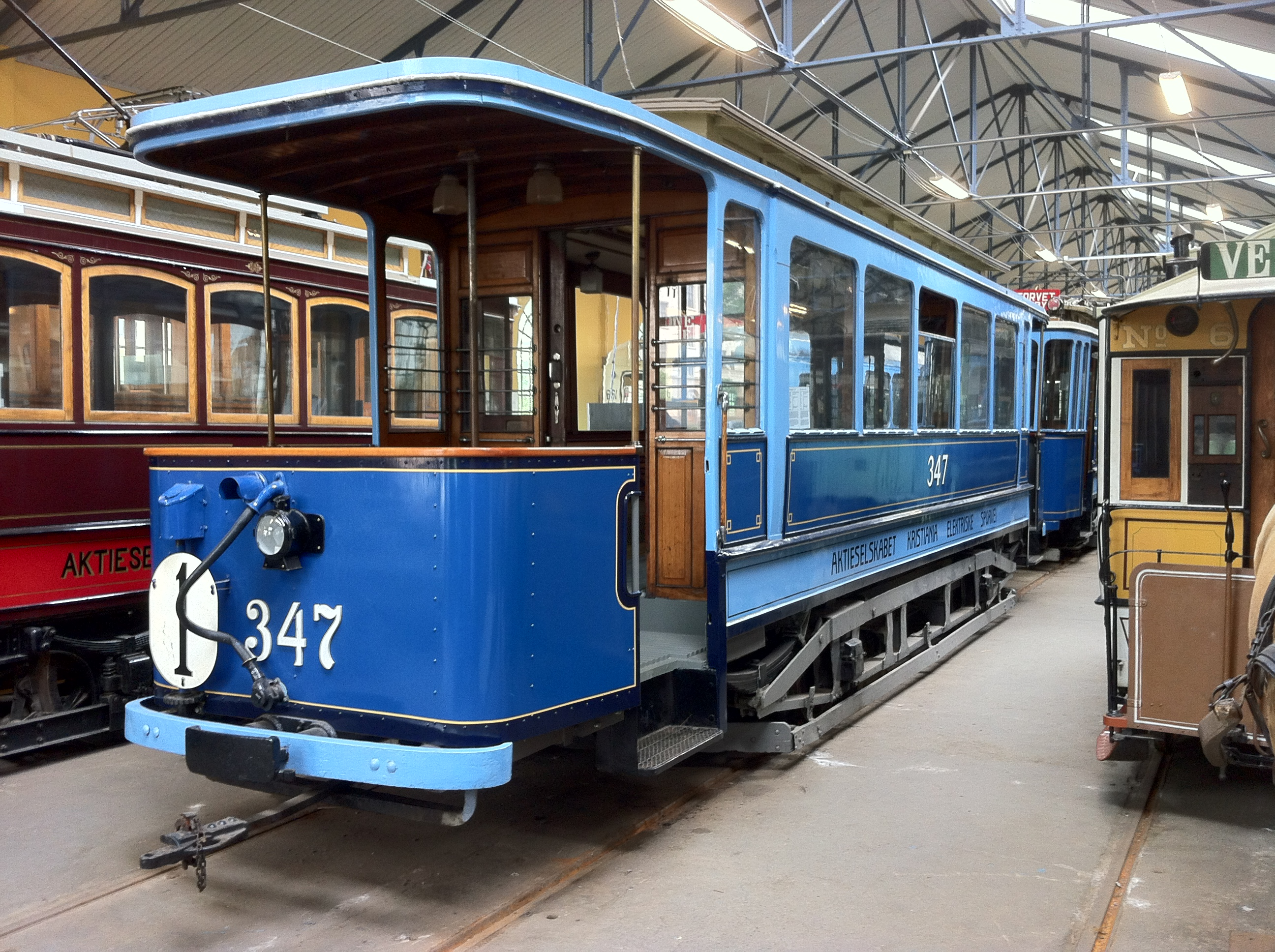
Bijwagen 347, gebouwd door Skabo in 1913, in het Trammuseum van Oslo (Sporveismuseet Oslo); 4 juni 2012.
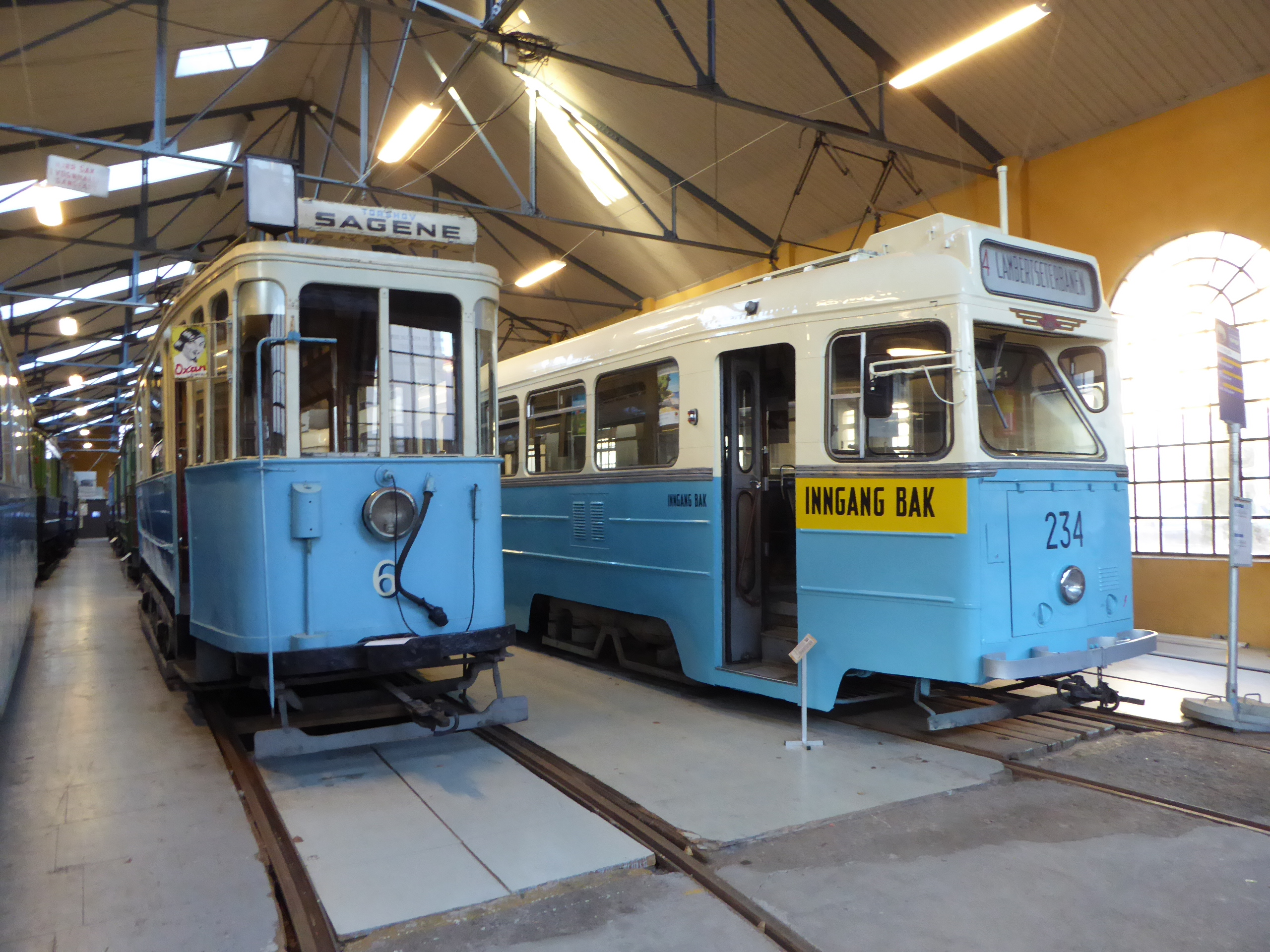
Motorwagen 6 (bouwjaar 1918) en 234 (bouwjaar 1957, type Høka) in het Trammuseum van Oslo (Sporveismuseet Oslo); 30 november 2015.
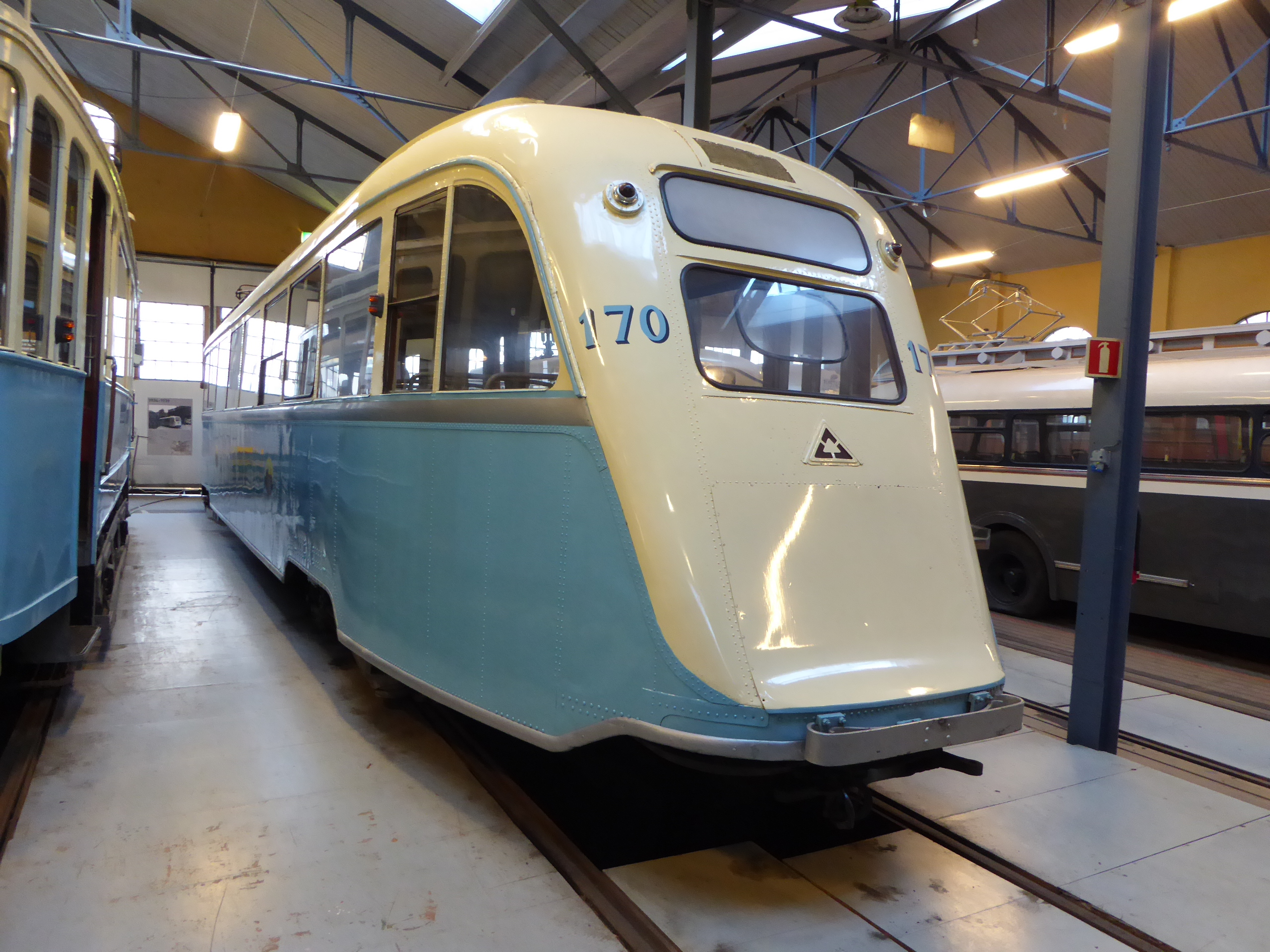
De gestroomlijnde achterzijde van motorwagen 170 (type 'Gullfisker' - Goudvis), gebouwd door Skabo in 1940 in het Trammuseum van Oslo (Sporveismuseet Oslo); 30 november 2015.
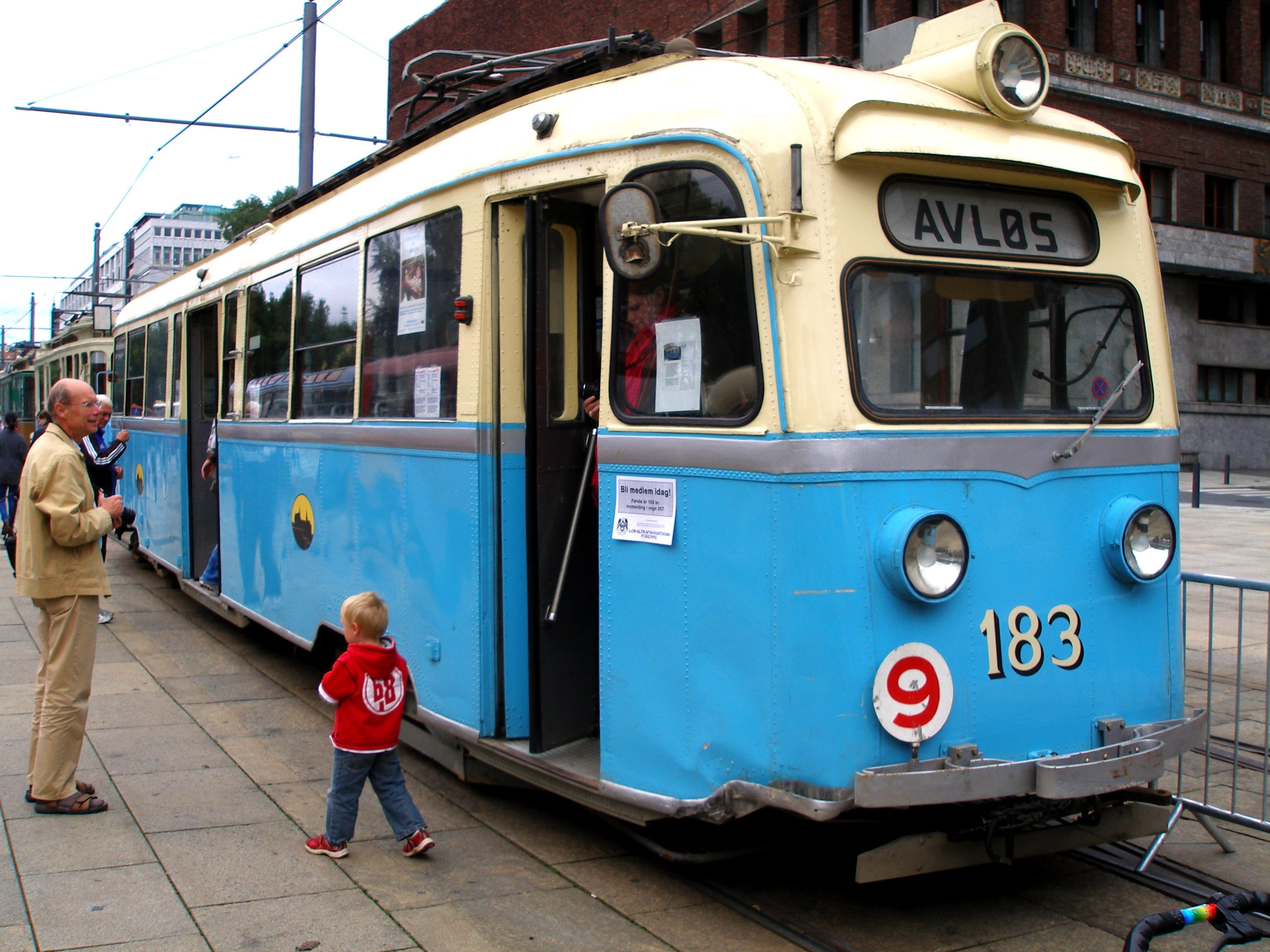
Motorwagen 183 (type 'Gullfisker' - Goudvis), gebouwd door Skabo in 1940, voor het Stadhuis van Oslo; 5 september 2009.